# Volby do zastupitelstev krajů v Česku 2020

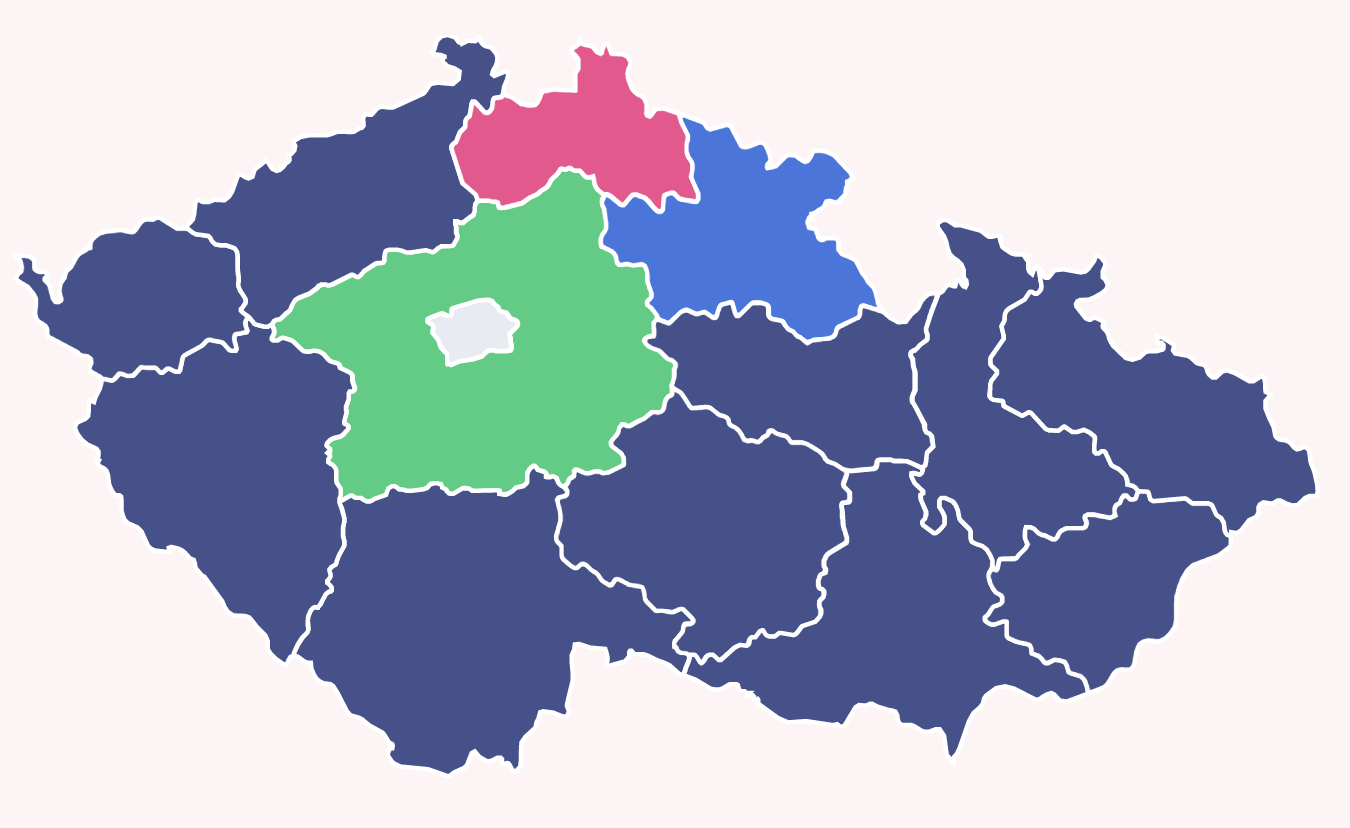
Vítězové podle krajů:
ANO
ODS, STAN a VČ v koalici
STAN
SLK

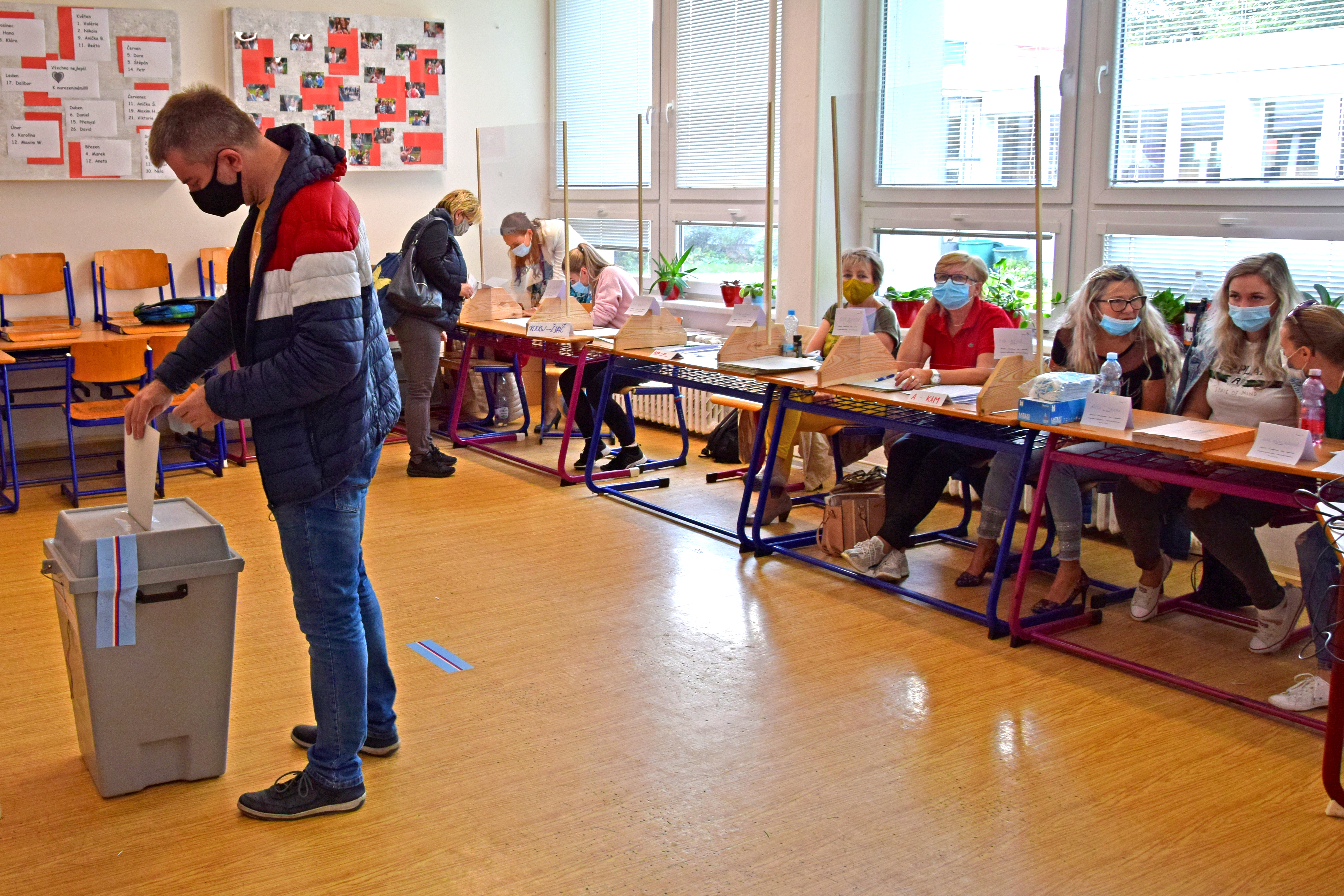
Krajské volby 2020 v Olomouci, volební okrsek č. 70

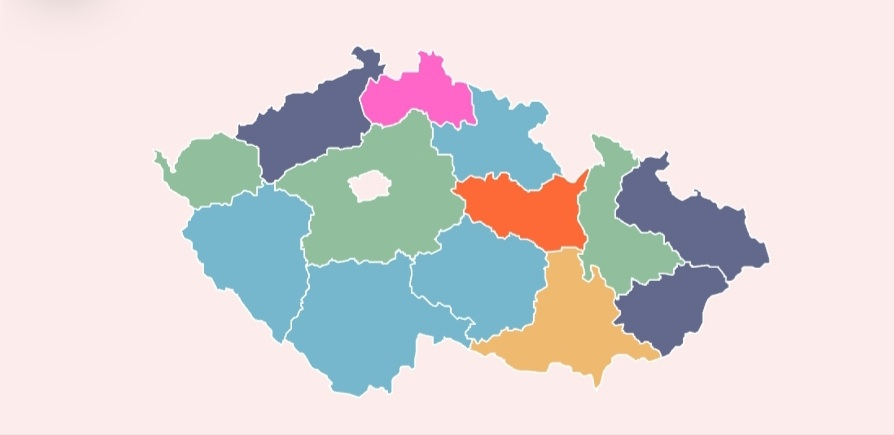
Rozdělení hejtmanů po volbách:
ODS(4 hejtmani)
ANO(3 hejtmani)
STAN(3 hejtmani)
KDU-ČSL(1 hejtman)
ČSSD(1 hejtman)
SLK(1 hejtman)

Volby do krajských zastupitelstev České republiky 2020 proběhly 2. a 3. října 2020 současně s prvním kolem voleb do Senátu. Byli zvoleni krajští zastupitelé ve 13 krajích mimo hlavní město Prahu, kde má pravomoci obdobné krajskému zastupitelstvu Zastupitelstvo hlavního města Prahy. Jednalo se o šesté volby do zastupitelstev krajů v České republice. Vzhledem k pandemii covidu-19 vláda schválila zákon, který umožnil volit lidem v karanténě. Náklady na hygienická opatření činily okolo 24 milionů korun a celkový rozpočet krajských a senátních voleb byl ve výši 450 milionů korun.
Do zastupitelstev kandidovalo celkem 9 728 lidí, z toho 7 048 mužů (72,5 %) a 2 680 žen (27,5 %). Průměrný věk byl 48 let. Nejstaršímu kandidátu bylo 91 let a byl také nejstarším v dosavadní historii krajských voleb. Bez politické příslušnosti bylo 37 % kandidátů. Ve 13 krajích zaregistrovalo 85 subjektů celkem 215 kandidátních listin. Celkový počet křesel v krajských zastupitelstvech byl 675.

## Příprava voleb
Kandidátní listiny musely strany a hnutí podat nejpozději do úterý 28. července 2020, a to do 16.00 hodin příslušnému krajskému úřadu. Kandidovat mohl občan České republiky, který alespoň druhý den voleb dosáhl věku nejméně 18 let a byl přihlášen k trvalému pobytu v obci, která náleží do územního obvodu příslušného kraje.
Státní volební komise 18. srpna 2020 vylosovala kandidujícím subjektům pořadová čísla, určená k označení volebních lístků. Těch bylo celkově o 4 méně než v předchozích volbách roku 2016. Volební lístky se začaly tisknout 2. září. Na přelomu srpna a září rovněž média informovala o tom, že pandemie covidu-19 ovlivní jak přípravu volebních místností, tak i složení volebních komisí, neboť zejména senioři často odřekli svou účast. Ministerstvo vnitra s ohledem na to snížilo počty členů komisí.

## Pozadí
Předchozí volby vyhrálo hnutí ANO. ČSSD utrpěla poměrně výraznou porážku a ztratila mnoho mandátů a skončila druhá. V roce 2017 se konaly volby do PSP ČR, které vyústily v opětovné vítězství ANO, ČSSD skončila šestá. Pravicová ODS skončila ve sněmovních volbách druhá, následována Piráty a hnutím SPD. Od té doby ODS a Piráti soupeřili o pozici hlavní opoziční strany.
Hnutí TOP 09 a STAN jednala o možné volební spolupráci, ale v prosinci roku 2019 jednání skončila a hnutí se rozhodla spolupracovat pouze v několika krajích. V únoru roku 2020 ODS a TOP 09 v Plzeňském kraji schválily společnou kandidátku, která umožnila kandidátům TOP 09 kandidovat na kandidátce ODS. Podobné smlouvy byly schváleny i v Pardubickém kraji a Moravskoslezském kraji. ODS také vytvořila volební koalice s KDU-ČSL v Karlovarském kraji a se STAN a Východočechy v Královéhradeckém kraji.
Česká pirátská strana spolupracovala se STAN v Olomouckém kraji, v ostatních krajích se však rozhodla vystupovat samostatně.
Hnutí Trikolóra uzavřelo dohodu se Svobodnými a Soukromníky, tyto dohody byly uzavřeny ve většině krajů. Tyto volby byly pro hnutí Trikolóra prvními od jejího ustanovení.

### Pandemie covidu-19
Volby proběhly během pandemie onemocnění covidu-19, v červenci 2020 bylo oznámeno, že lidé v karanténě nebudou moci volit. Opoziční strany toto rozhodnutí kritizovaly. To vedlo vládu k přípravě zákonů, které umožní lidem v karanténě volit. Byly představeny 4 možnosti volby – drive-in volby z automobilu, volba prostřednictvím zastoupení nebo speciální volební komise, která může navštívit lidi v karanténě a byly oznámeny speciální volební okrsky. Ministr vnitra a předseda ČSSD Jan Hamáček oznámil, že Parlament by měl schválit všechny tyto možnosti. Strany TOP 09, STAN a Piráti se rozhodli podpořit pouze volby pomocí drive-in a speciální volební okrsky. ODS se rozhodla podpořit drive-in a speciální okrsky, ale byla proti volbě s pomocí zástupce.

## Kampaň

### ANO 2011 (ANO)

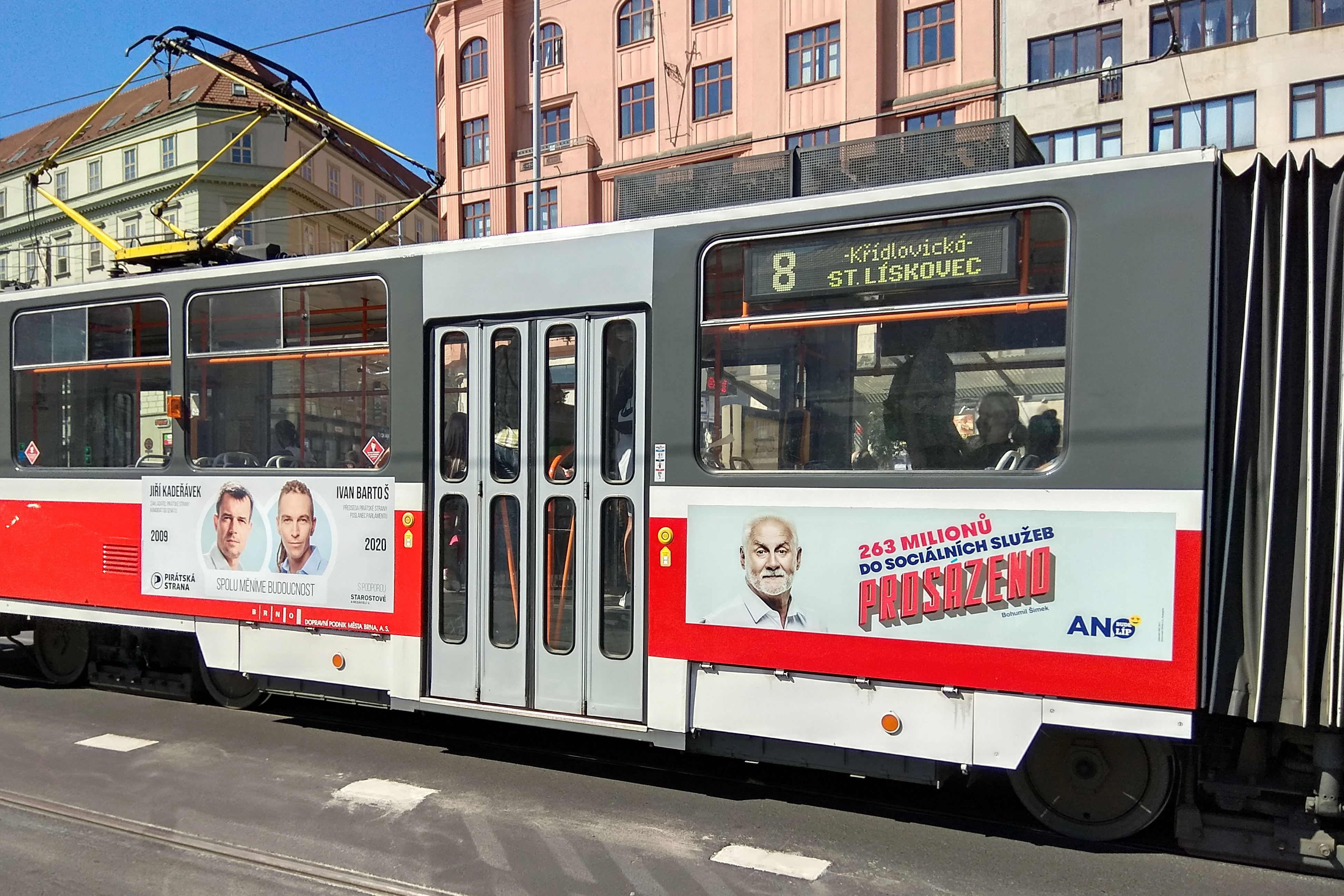
Reklama hnutí ANO (vpravo) a Pirátů (vlevo) před krajskými volbami v Brně

Hnutí se rozhodlo kandidovat ve všech regionech samostatně, také se rozhodlo na kandidátku zapsat mnoho poslanců hnutí. Hnutí ANO bylo bráno jako favorit voleb, mělo v předcházejícím volebním období 5 hejtmanů a nejvyšší počet mandátů v krajských zastupitelstvech. Dle volebních modelů bylo očekáváno, že hnutí ANO zvítězí ve všech krajích, kromě Libereckého a Středočeského. Krom dosavadních hejtmanů hnutí kandidovali na hejtmanské posty například poslanec Martin Kolovratník v Pardubickém kraji nebo 1. náměstek plzeňského primátora Roman Zarycký.
Hnutí spustilo kampaň 3. září 2020, kampaň byla provázána slogany "Ukázaná platí" a "Činy místo slov." Hnutí doufalo v to, že voliči ocení jejich dosavadní práci v krajích a ve vládě.

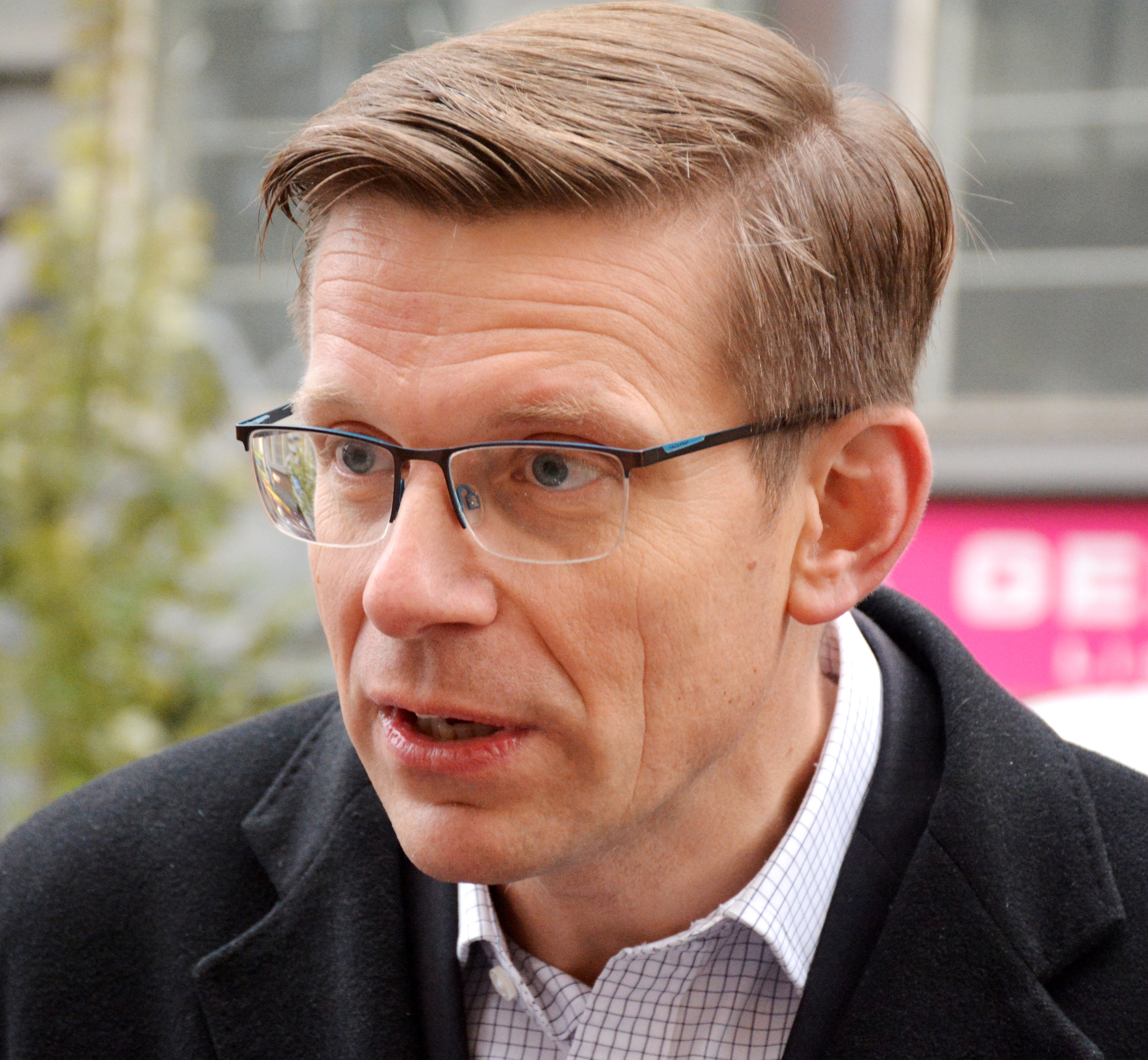
Volební manažer ODS Martin Kupka

### Občanská demokratická strana (ODS)
Martin Kupka byl zvolen volebním manažerem pro krajské volby, také kandidoval na hejtmana Středočeského kraje. Mezi další kandidáty na hejtmany patřili bývalý policejní prezident Martin Červíček, bývalý ministr průmyslu a obchodu v Nečasově vládě Martin Kuba a bývalý náměstek ministra školství Jiří Nantl. ODS v některých krajích kandidovala ve spolupráci s menšími stranami. Kupka připustil, že kampaň strany je ovlivněna pandemií onemocnění covid-19 a její omezení oddálilo spuštění kampaně a změnilo zacílení primárně na sociální sítě.
ODS spustila kampaň dne 24. června 2020 se sloganem "Postavme Česko na nohy" a "Změňme to spolu".

### Česká pirátská strana (Piráti)

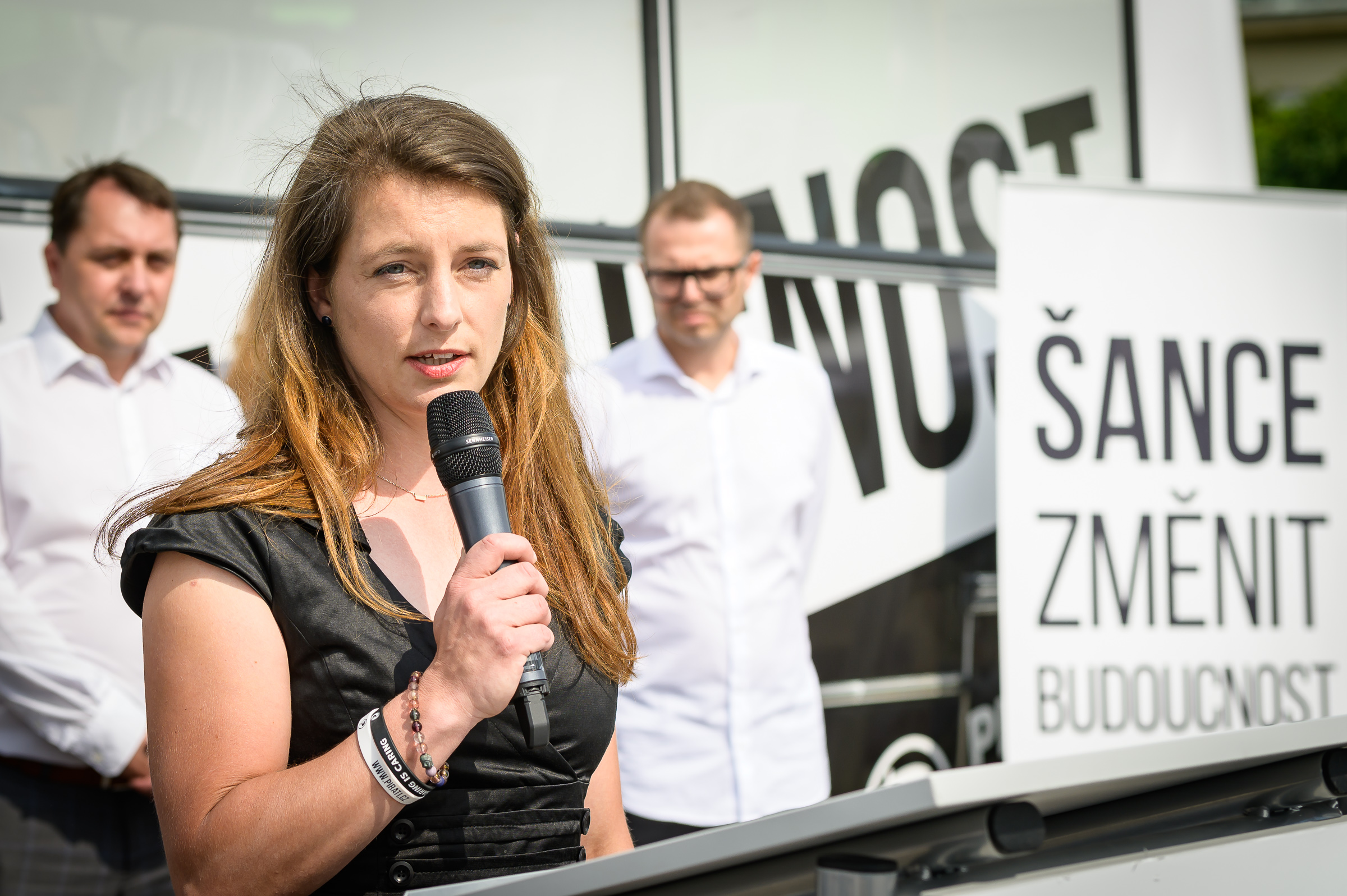
Zahájení kampaně Pirátů, v popředí budoucí senátorka Adéla Šípová a zastupitelka Středočeského kraje

Česká pirátská strana spustila kampaň dne 22. června 2020. Kampaň běžela pod heslem "Šance změnit budoucnost". Strana ve většině krajů kandidovala samostatně, pouze v Olomouckém kraji kandidovala ve spojení s hnutím Starostové a nezávislí, společným kandidátem na hejtmana zde byl manažer a olomoucký zastupitel Josef Suchánek z hnutí STAN. Také v ostatních krajích na hejtmany kandidovaly obvykle nové tváře známé spíše z komunální politiky nežli celostátně.

### Česká strana sociálně demokratická (ČSSD)

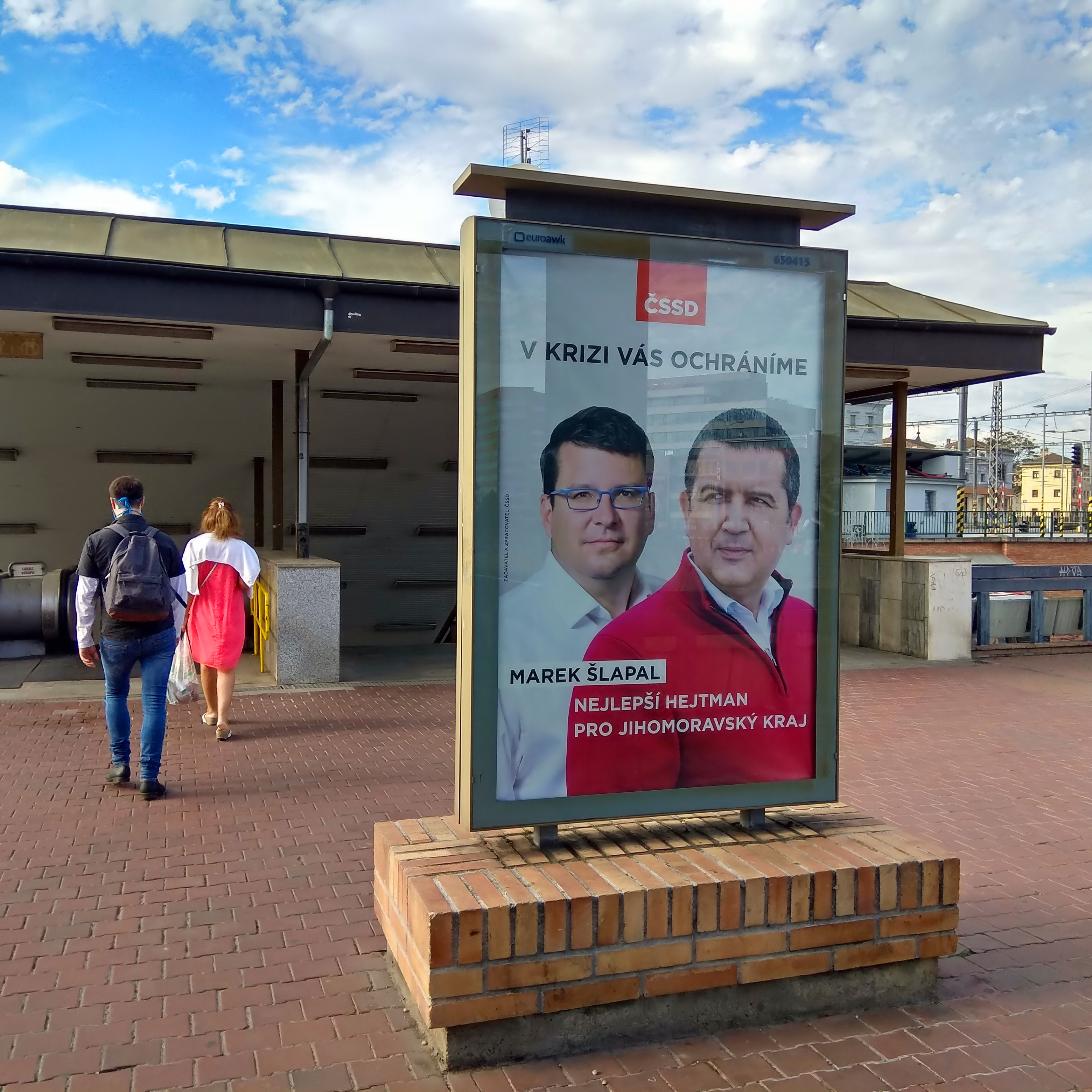
Kampaň ČSSD v Brně

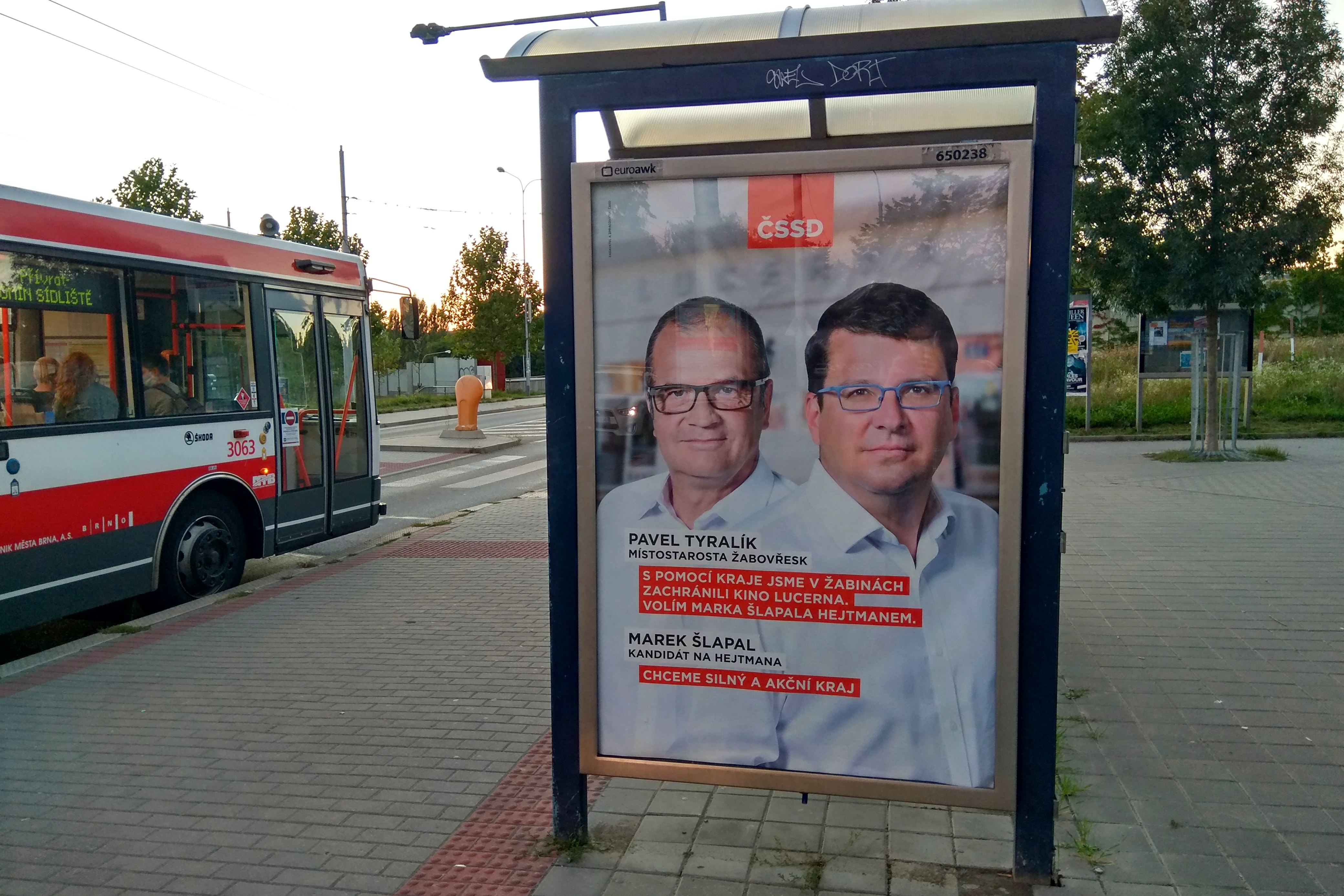
Kampaň ČSSD v Brně

Michal Hašek se 23. dubna 2020 stal volebním manažerem, na tuto pozici byl vybrán lídrem strany Janem Hamáčkem. Strana v přecházejícím volebním období držela 5 hejtmanských křesel, Ivana Stráská, Jiří Běhounek, Martin Netolický a Jiří Štěpán se rozhodli jít do dalších voleb jako kandidáti na hejtmana za ČSSD, Josef Bernard se rozhodl jít do dalších voleb jako kandidát na hejtmana za STAN. Novým kandidátem na hejtmana byl například Robin Povšík ve Středních Čechách nebo Marek Šlapal v Jihomoravském kraji. Strana se v některých krajích rozhodla vytvořit volební koalice pro zmírnění očekávaných ztrát. Dle průzkumů by ČSSD neměla překročit požadovaných 5 % v 10 z 13 krajů. ČSSD tak vytvořila koalice v Pardubickém, Královéhradeckém, Moravskoslezském a Ústeckém kraji. Strana také čelila hnutím, které vznikly oddělením z ČSSD, jako například Změna 2020 vedená v Jihočeském kraji Jiřím Zimolou nebo Idealisty.cz v Jihomoravském a dalších krajích.
Dne 4. července 2020 bylo oznámeno, že byla vypovězena volební aliance Lepší sever v Ústeckém kraji. Vedení regionální organizace uvedlo, že by chtělo pokračovat v alianci, ale že rozhodnutí přišlo z vedení strany. To vedlo k rozluce, kdy se vedení ČSSD rozhodlo podat samostatnou kandidátku v Ústeckém kraji i bez podpory místní organizace. Na kandidátce se tak objevil např. bývalý poslanec Jaroslav Krákora nebo kontroverzní politik Petr Benda, který dříve kandidoval na kandidátkách Dělnické strany sociální spravedlnosti nebo Národních socialistů - levice 21. století. Kandidátka byla podporována také hnutím Pro Sport. Lídr krajské organizace Miroslav Andrt uvedl, že pro něj bylo šokující, když vedení strany ignorovalo demokratické principy. Krajská organizace se rozhodla podat vlastní kandidátku pod názvem Lepší sever, kdy členové ČSSD na kandidátce rezignovali na svoje členství ve straně. Nominace Petra Bendy byla široce kritizována z důvodu jeho dřívějších spojení s neonacistickou DSSS.
ČSSD spustila kampaň 26. června 2020, kampaň byla kvůli pandemii onemocnění covid-19 zahájena přes digitální stream. Při kampani bylo užito sloganu "Nejdřív lidé, potom kampaň," hlavním heslem kampaně bylo "V krizi vás ochráníme". Strana v kampani sázela na popularitu předsedy strany a ministra vnitra Jana Hamáčka, který se objevoval na bilboardech.

### Svoboda a přímá demokracie (SPD)
Svoboda a přímá demokracie chtěla získat 50 zastupitelů a nejméně ve dvou krajích se chtěla podílet na vládě. Dosud se SPD podílela na vládě v Ústeckém kraji. Volební motto bylo, že "slušný a pracující člověk musí být na prvním místě a musí dostat více peněz, bezpečí a spravedlnosti". Kampaň byla zahájena 11. července 2020. Na hejtmany za hnutí kandidovali například stávající poslanci, například poslanec a místostarosta obce Všechlapy Radek Rozvoral ve Středočeském kraji nebo poslankyně Karla Maříková v Karlovarském kraji.

### Starostové a nezávislí (STAN)

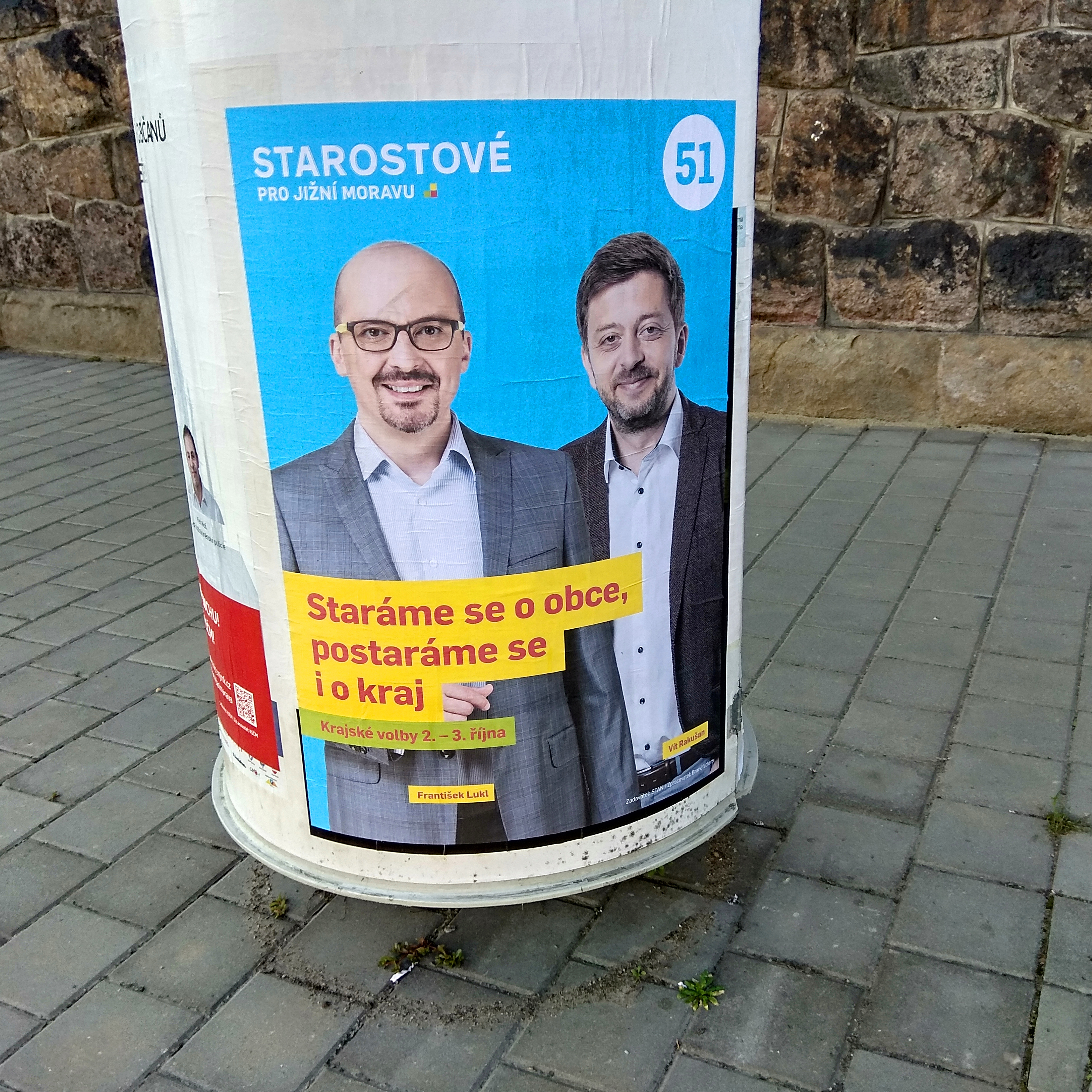
Kampaň Starostů a nezávislých v Jihomoravském kraji

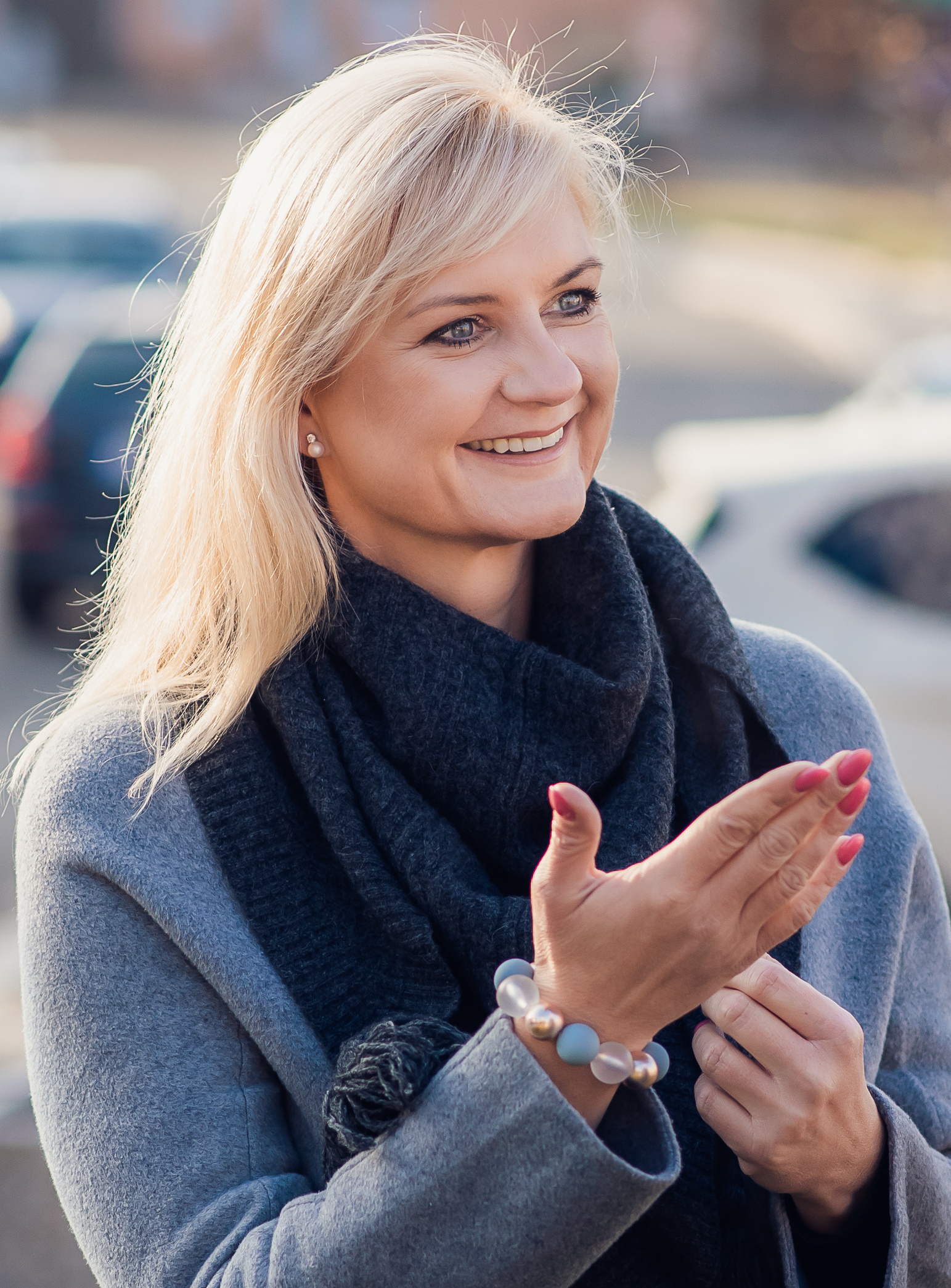
Kandidátka na středočeskou hejtmanku Petra Pecková

Hnutí STAN zahájilo kampaň 31. srpna 2020. Dosud Starostové měli hejtmana pouze v Libereckém kraji, kde vládlo s hnutím provázané uskupení Starostové pro Liberecký kraj. Při zahájení kampaně použilo česnek, jako symboliku kampaně s poznámkou, že cibule léčí. Lídr strany Vít Rakušan uvedl, že věří, že kraje potřebují regeneraci. Heslem bylo "Kraje potřebují změnu" a "Staráme se o obce, postaráme se i o kraj".
V řadě krajů Starostové kandidovali v koalici, například v Karlovarském kraji s KOA a TOP 09, v Královéhradeckém s ODS a Východočechy a v Olomouckém s Piráty.
Svůj hejtmanský post obhajoval na Liberecku Martin Půta, dále na hejtmany kandidovali například bývalý primátor Karlových Varů Petr Kulhánek z Karlovarské občanské alternativy v Karlovarském kraji, bývalý hejtman za ČSSD Josef Bernard v Plzeňském kraji, novinářka a starostka Mnichovic Petra Pecková ve Středočeském kraji, manažer a olomoucký zastupitel Josef Suchánek v Olomouckém kraji, poslanec a náměstek hejtmana Petr Gazdík ve Zlínském kraji nebo bývalý ministr pro místní rozvoj a předseda Svazu měst a obcí František Lukl v Jihomoravském kraji.

### TOP 09
Strana TOP 09 použila pro kampaň slogan "Pohněme s tím, společně!". Strana se rozhodla v každém kraji ustanovit koalice s jinými stranami. Kandidovala tak například s hnutím STAN, s ODS, s KDU-ČSL nebo s mimoparlamentními stranami jako je hnutí HLAS, Strana zelených, Koruna Česká (monarchistická strana Čech, Moravy a Slezska) nebo s hnutím Idealisté.

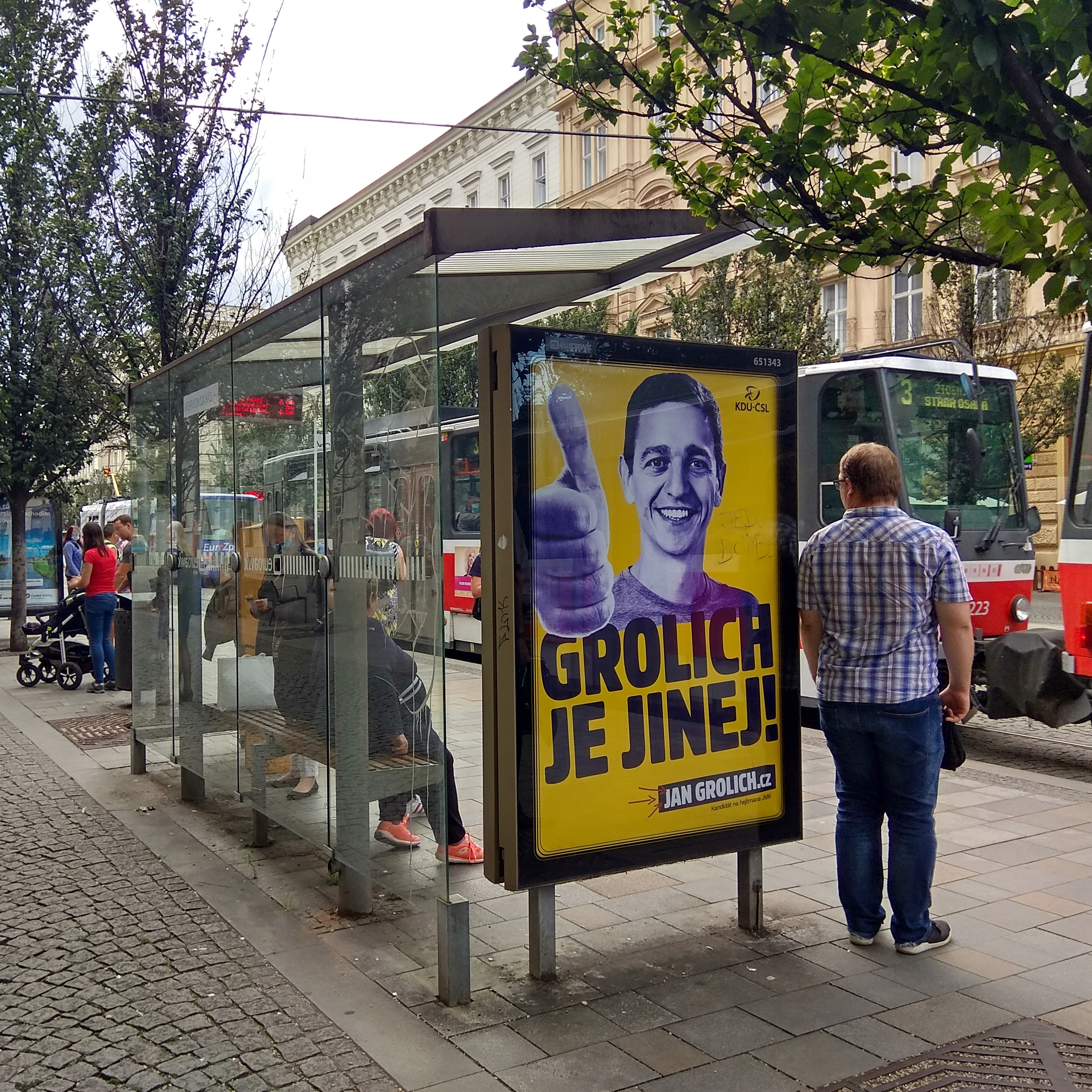
Kampaň KDU-ČSL a jejího kandidáta na hejtmana Jana Grolicha v Jihomoravském kraji

### KDU-ČSL
Heslem KDU-ČSL bylo "Máme klíčová řešení", hlavním motivem kampaně byl klíč. Strana obhajovala jeden hejtmanský mandát, a to mandát Jiřího Čunka ve Zlínském kraji. V některých krajích strana kandidovala v koalici, například v Olomouckém kraji s TOP 09, Zelenými a ProOlomouc, nebo v Libereckém a Jihočeském kraji s TOP 09, ve Středních Čechách lidovci podporovali hnutí STAN. Jinde, například ve Zlínském, Moravskoslezském nebo Jihočeském kraji strana kandidovala samostatně.
Na hejtmana kandidoval například předseda strany a bývalý ministr zemědělství Marian Jurečka v Olomouckém kraji, starosta Velatic a stand-up komik Jan Grolich v Jihomoravském kraji, historik a moderátor František Talíř v Jihočeském kraji, náměstek hejtmana a exhejtman Roman Línek v Pardubickém kraji nebo bývalý ministr pro vědu a výzkum a vicepremiér Pavel Bělobrádek v Královéhradeckém kraji. Zlínský hejtman, senátor a bývalý ministr pro místní rozvoj a vicepremiér Jiří Čunek svůj mandát obhajoval.

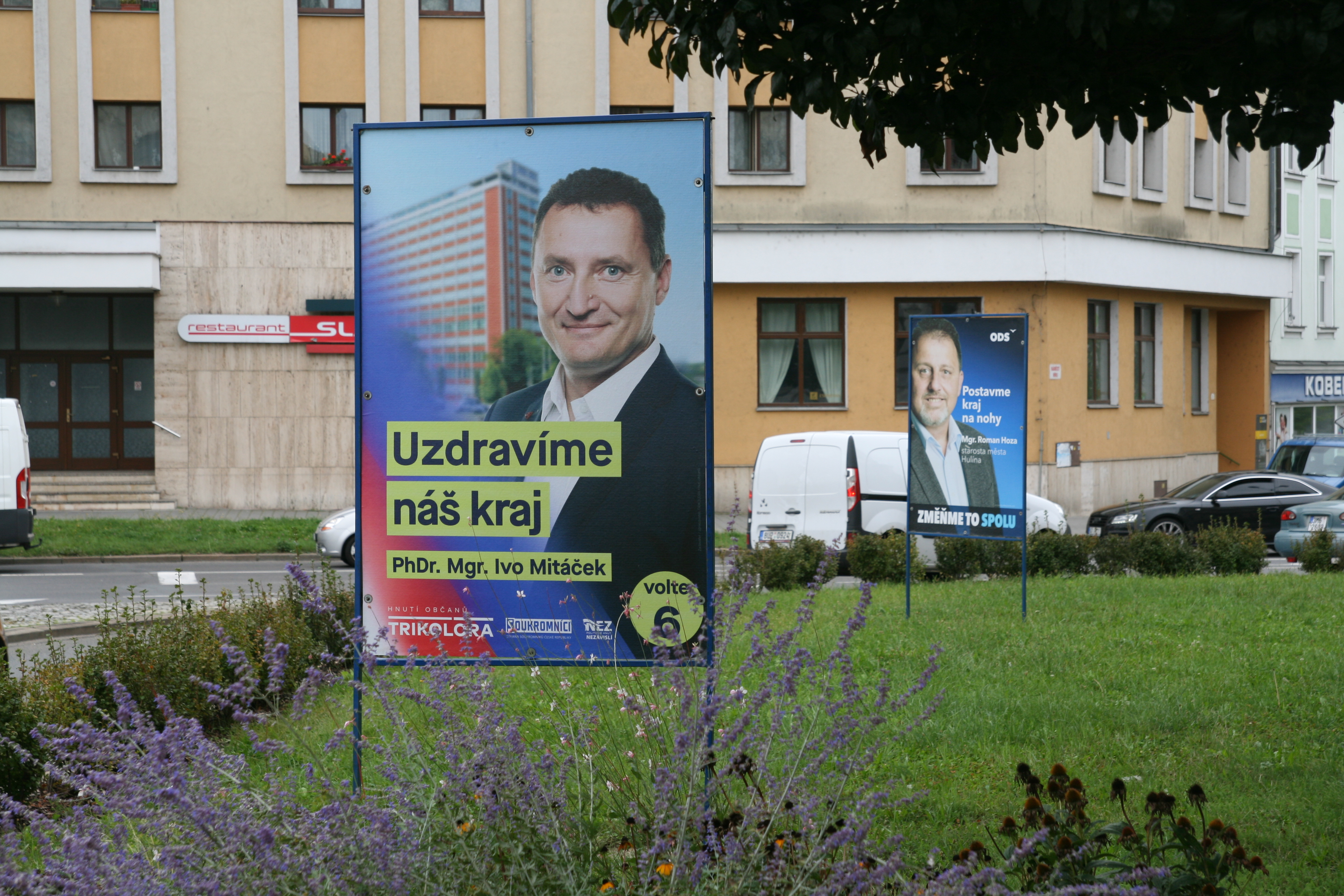
Kampaň hnutí Trikolora ve Zlínském kraji, v pozadí plakát ODS

### Trikolóra
Trikolóra se v těchto volbách poprvé účastnila důležitějších voleb. Hnutí ustanovilo koalice se Svobodnými a Stranou soukromníků a s nezávislými. Vedení strany mělo v plánu objíždět zemi v dodávce. Na hejtmana kandidoval například podnikatel Antonín Fryč ve Středních Čechách, předseda Strany soukromníků Petr Bajer v Pardubickém kraji, lékař Jaromír Bernátek ve Zlínském kraji a poslankyně a 1. místopředsedkyně hnutí Zuzana Majerová Zahradníková v Olomouckém kraji.
Kontroverze a kritiku vzbudily plakáty v Rokytnici nad Rokytnou, na kterých Trikolora označovala bývalého vicepremiéra a ministra zahraničí Karla Schwarzenberga "poskokem vraha". Tento text byl doprovázený fotografií Schwarzenberga při oficiálním setkání s kosovským prezidentem Hashihem Thacim. Vedení Trikolory tyto plakáty označilo za neoficiální iniciativu místního sdružení.

## Celkové výsledky stran
| Strana nebo hnutí | Strana nebo hnutí | Počet hlasů | Počet hlasů | Získané mandáty | Získané mandáty | Získané mandáty | Získané mandáty | Získané mandáty | Získané mandáty |
| Strana nebo hnutí | Strana nebo hnutí | absolutně   | %           | původně         | nově            | +/-             | původně         | nově            | +/-             |
| ----------------- | ----------------- | ----------- | ----------- | --------------- | --------------- | --------------- | --------------- | --------------- | --------------- |
|                   | ANO               | 604 441     | 21,82       | 176             | 178             | +2 ▲            | 148             | 158             | +10 ▲           |
|                   | Piráti            | 333 413     | 12,02       | 5               | 99              | +94 ▲           | 4               | 92              | +88 ▲           |
|                   | ODS               | 192 946     | 6,96        | 76              | 99              | +23 ▲           | 75              | 95              | +20 ▲           |
|                   | STAN              | 167 459     | 6,04        | 38              | 69              | +31 ▲           | 23              | 38              | +15 ▲           |
|                   | KDU-ČSL           | 141 477     | 5,10        | 61              | 53              | -8 ▼            | 58              | 51              | -7 ▼            |
|                   | ČSSD              | 136 427     | 4,92        | 125             | 37              | -88 ▼           | 119             | 31              | -88 ▼           |
|                   | SPD               | 169 978     | 6,13        | 18              | 35              | +17 ▲           | 16              | 34              | +18 ▲           |
|                   | SLK               | 53 546      | 1,93        | 18              | 22              | +4 ▲            | 12              | 15              | +3 ▲            |
|                   | TOP 09            | [ p 5 ]     | -           | 19              | 19              | 0 ▬             | 15              | 18              | +3 ▲            |
|                   | KSČM              | 131 770     | 4,75        | 86              | 13              | -73 ▼           | 78              | 12              | -66 ▼           |
|                   | Zelení            | 4 868       | 0,17        | 5               | 6               | +1 ▲            | 4               | 7               | +3 ▲            |
|                   | SNK ED            | [ p 5 ]     | -           | 6               | 5               | -1 ▼            | 2               | 4               | +2 ▲            |
|                   | HNHRM             | 5 842       | 0,21        | 3               | 4               | +1 ▲            | 3               | 3               | 0 ▬             |
|                   | Jihočeši 2012     | 13 010      | 0,46        | 4               | 4               | 0 ▬             | 2               | 1               | -1 ▼            |
|                   | další strany      |             |             | 35              | 32              |                 |                 |                 |                 |
|                   | celkem            | 2 769 361   | 100 %       | 675             | 675             | -               | 675             | 675             |                 |

Volební účast byla 37,95 %, nejmenší 32,71 % v Moravskoslezském kraji, největší 41,19 % ve Zlínském kraji.

## Kraje

### Středočeský kraj
Novou koalici sestavili zástupci STAN, ODS, Pirátů a Spojenců pro Středočeský kraj, kteří mají v zastupitelstvu dohromady 50 hlasů z 65. Hejtmankou se stala Petra Pecková, první na kandidátce STAN. Volební účast v kraji byla 40,66 %.

#### Výsledky

Krajské volby 2020, mandáty, Středočeský kraj

Krajské volby 2020, mandáty, Jihočeský kraj

| Strana/Hnutí/Koalice                                 | Hlasy  | Hlasy | Mandátů | Změna mandátů |
| Strana/Hnutí/Koalice                                 | abs.   | %     | Mandátů | Změna mandátů |
| ---------------------------------------------------- | ------ | ----- | ------- | ------------- |
| Starostové a nezávislí                               | 92 903 | 22,21 | 18      | +3 ▲          |
| Občanská demokratická strana                         | 82 695 | 19,77 | 16      | +6 ▲          |
| ANO 2011                                             | 77 566 | 18,54 | 15      | -1 ▼          |
| Česká pirátská strana                                | 60 284 | 14,41 | 12      | +12 ▲         |
| Spojenci pro Středočeský kraj: TOP 09, Hlas a Zelení | 24 650 | 5,89  | 4       | +4 ▲          |
| Česká strana sociálně demokratická                   | 18 912 | 4,52  | –       | -11 ▼         |
| Svoboda a přímá demokracie                           | 19 398 | 4,63  | –       | –             |
| Komunistická strana Čech a Moravy                    | 17 847 | 4,26  | –       | -8 ▼          |
| ostatní                                              |        | >4    | –       |               |

| STAN · STAN · STAN · STAN · STAN · STAN · STAN · STAN · STAN · STAN · STAN · STAN · STAN · STAN · STAN · STAN · STAN · STAN | ODS · ODS · ODS · ODS · ODS · ODS · ODS · ODS · ODS · ODS · ODS · ODS · ODS · ODS · ODS · ODS | ANO · ANO · ANO · ANO · ANO · ANO · ANO · ANO · ANO · ANO · ANO · ANO · ANO · ANO · ANO | Piráti · Piráti · Piráti · Piráti · Piráti · Piráti · Piráti · Piráti · Piráti · Piráti · Piráti · Piráti | TOP 09, Hlas a Zelení · TOP 09, Hlas a Zelení · TOP 09, Hlas a Zelení · TOP 09, Hlas a Zelení |

#### Kandidátní listiny
| Číslo | Typ     | Kandidátní listina                                  | Kandidát na hejtmana        | Poznámka                                                                                 |
| ----- | ------- | --------------------------------------------------- | --------------------------- | ---------------------------------------------------------------------------------------- |
| 5     | strana  | DSZ - ZA PRÁVA ZVÍŘAT                               | Oľga Bruncková              | důchodce, aktivní dočaskářka, ochránce zvířat                                            |
| 7     | strana  | STAN (KDU-ČSL, SNK ED)                              | Petra Pecková               | starostka města Mnichovice                                                               |
| 16    | strana  | SPD                                                 | Radek Rozvoral              | poslanec PČR, místostarosta obce Všechlapy, člen předsednictva SPD                       |
| 19    | strana  | Piráti                                              | Jiří Snížek                 | informatik, školitel programového vybavení                                               |
| 22    | strana  | Moravané                                            | Jana Nevrlá                 | úřednice                                                                                 |
| 33    | strana  | ODS (Monarchiste.cz, Soukromníci, KAN, KONS)        | Martin Kupka                | poslanec PČR, zastupitel Středočeského kraje, starosta obce Líbeznice, místopředseda ODS |
| 38    | strana  | DSSS                                                | Jan Hřivna                  | výpravčí SŽDC                                                                            |
| 45    | strana  | ČSSD                                                | Robin Povšík                | náměstek ministryně práce a sociálních věcí, náměstek primátora města Mladá Boleslavi    |
| 48    | koalice | Spojenci pro Středočeský kraj: TOP 09, Zelení, Hlas | Jan Jakob                   | zastupitel Středočeského kraje, starosta města Roztoky, místopředseda TOP 09             |
| 50    | hnutí   | ANO                                                 | Jaroslava Pokorná Jermanová | hejtmanka Středočeského kraje, zastupitelka města Benešov                                |
| 63    | strana  | KSČM                                                | Zdeněk Štefek               | zastupitel Středočeského kraje                                                           |
| 67    | strana  | Volte Pravý Blok www.cibulka.net                    | Jiří Přáda                  | ekonom, angažovaný občan v důchodu                                                       |
| 68    | strana  | ODA                                                 | Zdeněk Somr                 | čestný prezident Hospodářské komory ČR, místopředseda ODA                                |
| 70    | hnutí   | Trikolóra                                           | Antonín Fryč                | ředitel strojírenské společnosti Warex                                                   |
| 71    | strana  | Svobodní                                            | Luboš Zálom                 | zastupitel města Beroun                                                                  |
| 82    | strana  | Rozumní (ND)                                        | Tomáš Franěk                | OSVČ                                                                                     |

### Jihočeský kraj
Novou koalici sestavili zástupci ODS, Společně pro jižní Čechy, ČSSD a Jihočechů, kteří mají v zastupitelstvu dohromady 29 hlasů z 55. Hejtmanem se stal Martin Kuba z ODS. Volební účast v kraji byla 39,51 %.

#### Výsledky
| Strana/Hnutí/Koalice                       | Hlasy  | Hlasy | Mandátů | Změna mandátů |
| Strana/Hnutí/Koalice                       | abs.   | %     | Mandátů | Změna mandátů |
| ------------------------------------------ | ------ | ----- | ------- | ------------- |
| ANO 2011                                   | 36 058 | 18,12 | 12      | 0 ▬           |
| Občanská demokratická strana               | 34 857 | 17,52 | 12      | +4 ▲          |
| Česká pirátská strana                      | 25 560 | 12,85 | 9       | +9 ▲          |
| Společně pro jižní Čechy: TOP 09 a KDU-ČSL | 20 798 | 10,45 | 7       | +7 ▲          |
| Česká strana sociálně demokratická         | 17 397 | 8,74  | 6       | -9 ▼          |
| Starostové a nezávislí                     | 14 686 | 7,38  | 5       | +5 ▲          |
| Jihočeši 2012                              | 13 010 | 6,54  | 4       | 0 ▬           |
| Komunistická strana Čech a Moravy          | 9 497  | 4,77  | –       | -7 ▼          |
| Svoboda a přímá demokracie                 | 9 292  | 4,67  | –       | –             |
| ostatní                                    |        | >4    | –       | –             |

| ANO · ANO · ANO · ANO · ANO · ANO · ANO · ANO · ANO · ANO · ANO · ANO | ODS · ODS · ODS · ODS · ODS · ODS · ODS · ODS · ODS · ODS · ODS · ODS | Piráti · Piráti · Piráti · Piráti · Piráti · Piráti · Piráti · Piráti · Piráti | TOP 09 a KDU-ČSL · TOP 09 a KDU-ČSL · TOP 09 a KDU-ČSL · TOP 09 a KDU-ČSL · TOP 09 a KDU-ČSL · TOP 09 a KDU-ČSL · TOP 09 a KDU-ČSL | ČSSD · ČSSD · ČSSD · ČSSD · ČSSD · ČSSD | STAN · STAN · STAN · STAN · STAN | Jihočeši 2012 · Jihočeši 2012 · Jihočeši 2012 · Jihočeši 2012 |

#### Kandidátní listiny
| Číslo | Typ     | Kandidátní listina                        | Kandidát na hejtmana | Poznámka                                                                                            |
| ----- | ------- | ----------------------------------------- | -------------------- | --------------------------------------------------------------------------------------------------- |
| 5     | strana  | DSZ - ZA PRÁVA ZVÍŘAT                     | Libuše Eva Hulcová   | podnikatelka, majitelka kočičí kavárny v Písku                                                      |
| 7     | strana  | STAN                                      | Jiří Švec            | radní Jihočeského kraje, starosta města Lišov                                                       |
| 13    | strana  | Zelení                                    | Matouš Šimek         | učitel biologie a zeměpisu na základní škole                                                        |
| 16    | strana  | SPD                                       | Jana Pupavová        | manažerka v mezinárodní společnosti                                                                 |
| 19    | strana  | Piráti                                    | Lukáš Mareš          | zastupitel města České Budějovice                                                                   |
| 23    | strana  | VIZENS (ČSNS 2005, NÁR.SOC.)              | Ivan Fabián          | technik, učitel SŠ                                                                                  |
| 33    | strana  | ODS                                       | Martin Kuba          | zastupitel Jihočeského kraje, zastupitel města České Budějovice                                     |
| 38    | strana  | DSSS (Čistý kraj)                         | Roman Pospíšil       | zastupitel města Větřní                                                                             |
| 43    | hnutí   | ANS                                       | Vladimír Prinke      | ekonom – analytik                                                                                   |
| 45    | strana  | ČSSD                                      | Ivana Stráská        | hejtmanka Jihočeského kraje                                                                         |
| 50    | hnutí   | ANO                                       | František Konečný    | náměstek primátora města České Budějovice                                                           |
| 53    | koalice | Společně pro jižní Čechy: TOP 09, KDU-ČSL | František Talíř      | historik a moderátor                                                                                |
| 63    | strana  | KSČM                                      | Radek Nejezchleb     | zaměstnanec Českých drah                                                                            |
| 67    | strana  | Volte Pravý Blok www.cibulka.net          | Milan Mikeš          | informační analytik                                                                                 |
| 70    | hnutí   | Trikolóra                                 | Ivana Kerlesová      | tisková mluvčí hnutí, majitelka komunikační agentury                                                |
| 71    | strana  | Svobodní                                  | Libor Vondráček      | předseda Svobodných, právník – ústavní právo                                                        |
| 72    | hnutí   | Z 2020                                    | Stanislav Mrvka      | zastupitel Jihočeského kraje, zastupitel města Jindřichův Hradec, 1. místopředseda hnutí Změna 2020 |
| 80    | hnutí   | JIH 12 (HOPB, T2020)                      | Pavel Hroch          | starosta obce Kovářov                                                                               |
| 82    | strana  | Rozumní (ND)                              | Marie Paukejová      | sociálně-právní poradkyně a vedoucí v centru Jihočeská Růže                                         |
| 84    | hnutí   | MZH                                       | Bohumil Šuhaj        | zastupitel města Dačice, učitel                                                                     |

### Plzeňský kraj
Novou koalici sestavili zástupci STAN, Pirátů a ODS s TOP 09, kteří mají v zastupitelstvu dohromady 25 hlasů z 45. Hejtmankou se stala Ilona Mauritzová z ODS. Volební účast v kraji byla 38,80 %. V únoru 2022 se po rozpadu koalice stal novým hejtmanem Rudolf Špoták.

Krajské volby 2020, mandáty, Plzeňský kraj

#### Výsledky
| Strana/Hnutí/Koalice                                                             | Hlasy  | Hlasy | Mandátů | Změna mandátů |
| Strana/Hnutí/Koalice                                                             | abs.   | %     | Mandátů | Změna mandátů |
| -------------------------------------------------------------------------------- | ------ | ----- | ------- | ------------- |
| ANO 2011                                                                         | 39 091 | 22,50 | 12      | +1 ▲          |
| Občanská demokratická strana s podporou TOP 09 a nezávislých starostů            | 36 890 | 21,23 | 11      | +11 ▲         |
| STAROSTOVÉ (STAN) s JOSEFEM BERNARDEM a podporou Zelených, PRO PLZEŇ a Idealistů | 25 881 | 14,90 | 7       | +7 ▲          |
| Česká pirátská strana                                                            | 23 566 | 13,56 | 7       | +7 ▲          |
| Svoboda a přímá demokracie                                                       | 10 736 | 6,18  | 3       | +3 ▲          |
| Česká strana sociálně demokratická                                               | 10 174 | 5,85  | 3       | -6 ▼          |
| Komunistická strana Čech a Moravy                                                | 9 518  | 5,48  | 2       | -4 ▼          |
| Koalice pro Plzeňský kraj                                                        | 7 588  | 4,36  | –       | –             |
| ostatní                                                                          |        | >4    | –       |               |

| ANO · ANO · ANO · ANO · ANO · ANO · ANO · ANO · ANO · ANO · ANO · ANO | ODS a TOP 09 · ODS a TOP 09 · ODS a TOP 09 · ODS a TOP 09 · ODS a TOP 09 · ODS a TOP 09 · ODS a TOP 09 · ODS a TOP 09 · ODS a TOP 09 · ODS a TOP 09 · ODS a TOP 09 | STAN, Zelení, PRO Plzeň a Idealisté · STAN, Zelení, PRO Plzeň a Idealisté · STAN, Zelení, PRO Plzeň a Idealisté · STAN, Zelení, PRO Plzeň a Idealisté · STAN, Zelení, PRO Plzeň a Idealisté · STAN, Zelení, PRO Plzeň a Idealisté · STAN, Zelení, PRO Plzeň a Idealisté | Piráti · Piráti · Piráti · Piráti · Piráti · Piráti · Piráti | SPD · SPD · SPD | ČSSD · ČSSD · ČSSD | KSČM · KSČM |

#### Kandidátní listiny
| Číslo | Typ     | Kandidátní listina                                                                                        | Kandidát na hejtmana | Poznámka                                                     |
| ----- | ------- | --- | -------------------- | ------------------------------------------------------------ |
| 1     | hnutí   | BOS | Věstislav Křenek     | OSVČ export                                                  |
| 5     | strana  | DSZ - ZA PRÁVA ZVÍŘAT                                                                                     | Romana Cerhová       | ošetřovatelka koní, obchodní zástupce, ochránkyně zvířat     |
| 9     | koalice | Koalice pro Plzeňský kraj: KDU-ČSL, NK, ADS                                                               | Ivana Bartošová      | náměstkyně hejtmana Plzeňského kraje                         |
| 16    | strana  | SPD | Marie Pošarová       | finanční analytička, účetní                                  |
| 19    | strana  | Piráti | Rudolf Špoták        | zastupitel města Domažlice                                   |
| 35    | koalice | Bez ubytoven zahraničních dělníků!: DSSS, Čistý kraj                                                      | Jiří Štěpánek        | výkonný místopředseda DSSS, obchodní referent prodeje        |
| 45    | strana  | ČSSD | Ivo Grüner           | náměstek hejtmana Plzeňského kraje, místostarosta obce Žihle |
| 50    | hnutí   | ANO | Roman Zarzycký       | 1. náměstek primátora města Plzeň                            |
| 58    | koalice | STAROSTOVÉ (STAN) s JOSEFEM BERNARDEM a podporou Zelených, PRO PLZEŇ a Idealistů: STAN, PRO PLZEŇ, Zelení | Josef Bernard        | zastupitel Plzeňského kraje, bývalý hejtman Plzeňského kraje |
| 63    | strana  | KSČM | Jiří Valenta         | poslanec PČR                                                 |
| 65    | strana  | Soukromníci                                                                                               | Zdeněk Trnka         | optik, VŠ pedagog                                            |
| 68    | strana  | Monarchiste.cz                                                                                            | Luděk Krčmář         | historik                                                     |
| 70    | hnutí   | Trikolóra                                                                                                 | Pavel Borusík        | IT manažer                                                   |
| 74    | koalice | Občanská demokratická strana s podporou TOP 09 a nezávislých starostů: ODS, TOP 09                        | Ilona Mauritzová     | poslankyně PČR, zastupitelka města Plzeň                     |
| 79    | hnutí   | ANK 2020                                                                                                  | Michal Joshua Frána  | fyzioterapeut, podiatr                                       |
| 82    | strana  | Rozumní (ND)                                                                                              | Vít Skalský          | strojvedoucí                                                 |

### Karlovarský kraj
Novou koalici po dlouhém vyjednávání (více než 2 měsíce jednání) sestavili zástupci STAN, Pirátů, koalice ODS a KDU-ČSL, hnutí Místních, Volby pro kraj a SNK1, kteří mají v zastupitelstvu dohromady 25 hlasů z 45. Hejtmanem se stal Petr Kulhánek ze STAN. Volební účast v kraji byla 34,94 %.

Krajské volby 2020, mandáty, Karlovarský kraj

| Číslo | Typ     | Kandidátní listina                                                            | Kandidát na hejtmana        | Poznámka                                                                    |
| ----- | ------- | ----------------------------------------------------------------------------- | --------------------------- | --------------------------------------------------------------------------- |
| 2     | strana  | SKP - ŘN                                                                      | Josef Zickler               | předseda strany SKP - ŘN                                                    |
| 5     | strana  | DSZ - ZA PRÁVA ZVÍŘAT                                                         | Jan Havel                   | úředník, vedoucí ubytovacího zařízení                                       |
| 13    | strana  | Zelení                                                                        | Jaroslav Staněk             | gymnaziální učitel, zastupitel města Aš                                     |
| 16    | strana  | SPD                                                                           | Karla Maříková              | poslankyně PČR, zastupitelka Karlovarského kraje, zastupitelka města Ostrov |
| 19    | strana  | Piráti                                                                        | Josef Janů                  | zastupitel Karlovarského kraje, zastupitel města Karlovy Vary               |
| 24    | koalice | STOP rouškám a likvidaci ekonomiky: DSSS, Čistý kraj                          | Tomáš Vejvoda               | řidič v mezinárodní kamionové dopravě                                       |
| 26    | koalice | VOK - Volba pro kraj s podporou hnutí Karlovaráci: VOK, KVC                   | Josef März                  | radní města Karlovy Vary, předseda hnutí KVC                                |
| 34    | hnutí   | PRO Zdraví                                                                    | Petr Ajšman                 | OSVČ, krajský předseda hnutí                                                |
| 39    | hnutí   | SNK1                                                                          | Markéta Sinkulová Moravcová | starostka obce Velichov                                                     |
| 45    | strana  | ČSSD                                                                          | Michal Červenka             | starosta města Rotava                                                       |
| 49    | hnutí   | HNHRM                                                                         | Patrik Pizinger             | zastupitel Karlovarského kraje, starosta města Chodov                       |
| 50    | hnutí   | ANO                                                                           | Petr Kubis                  | hejtman Karlovarského kraje, radní města Sokolov                            |
| 61    | koalice | Koalice ODS a KDU-ČSL s podporou Soukromníků:ODS, KDU-ČSL, Soukromníci        | Karel Jakobec               | radní Karlovarského kraje, 1. místostarosta města Sokolov                   |
| 62    | koalice | STAN - Starostové a nezávislí společně s KOA, VPM Cheb a TOP 09: STAN, TOP 09 | Petr Kulhánek               | zastupitel Karlovarského kraje, zastupitel města Karlovy Vary               |
| 63    | strana  | KSČM                                                                          | Eva Valjentová              | zastupitelka Karlovarského kraje, zastupitelka města Sokolov                |
| 70    | hnutí   | Trikolóra                                                                     | Martin Gruber               | starosta obce Březová                                                       |
| 82    | strana  | Rozumní                                                                       | Luděk Petráň                | učitel ZŠ                                                                   |

### Ústecký kraj
Novou koalici sestavili po volbách zástupci ANO, ODS a koalice Spojenci pro kraj (JsmePRO, TOP 09, Zelení, SNK ED, LES a další), kteří mají v zastupitelstvu dohromady 29 hlasů z 55. Hejtmanem se stal Jan Schiller z ANO. Volební účast v kraji byla 31,3 %.

Krajské volby 2020, mandáty, Ústecký kraj

| Číslo | Typ     | Kandidátní listina                                       | Kandidát na hejtmana     | Poznámka                                                                          |
| ----- | ------- | -------------------------------------------------------- | ------------------------ | --------------------------------------------------------------------------------- |
| 3     | koalice | Čistý a lepší sever: DSSS, Čistý kraj                    | Jindřich Svoboda         | radní města Duchcov                                                               |
| 5     | strana  | DSZ - ZA PRÁVA ZVÍŘAT                                    | Jaroslav Sepp            | šéfkuchař, člen spolku HeRo Pomoc bez hranic                                      |
| 7     | strana  | STAN (Soukromníci, USZ, VÚ)                              | Filip Ušák               | zastupitel města Benešov nad Ploučnicí                                            |
| 16    | strana  | SPD                                                      | Zdeněk Kettner           | zastupitel města Teplice                                                          |
| 18    | strana  | ND                                                       | Petr Žák                 | důchodce                                                                          |
| 19    | strana  | Piráti                                                   | Karel Karika             | zastupitel města Ústí nad Labem, zastupitel městského obvodu Ústí nad Labem-město |
| 23    | strana  | VIZENS                                                   | Jan Vondrouš             | předseda politické strany VIZENS                                                  |
| 28    | hnutí   | VOK                                                      | Ota Staňo                | lékař, ortopéd                                                                    |
| 33    | strana  | ODS (KDU-ČSL)                                            | Jiří Kulhánek            | zastupitel Ústeckého kraje, starosta města Kadaň                                  |
| 41    | hnutí   | S.cz                                                     | Petr Pípal               | starosta města Dubí                                                               |
| 42    | koalice | Lepší sever: UFO, ProMOST                                | Martin Klika             | 1. náměstek hejtmana Ústeckého kraje                                              |
| 45    | strana  | ČSSD                                                     | Jaroslav Krákora         | lékař, bývalý poslanec PČR                                                        |
| 50    | hnutí   | ANO                                                      | Jan Schiller             | poslanec PČR, zastupitel města Most                                               |
| 63    | strana  | KSČM                                                     | Radek Černý              | zastupitel obce Lovečkovice                                                       |
| 70    | hnutí   | Trikolóra                                                | Radek Hoffmann           | podnikatel v autodopravě a pilot                                                  |
| 71    | strana  | Svobodní                                                 | Pavel Dittrich           | obráběč kovů, zámečník a zvukař                                                   |
| 75    | strana  | ZaRegion                                                 | František Padělek        | starosta města Roudnice nad Labem                                                 |
| 77    | koalice | Spojenci pro kraj: TOP 09, Zelení, SNK ED, LES, JsmePRO! | Jiří Řehák               | předseda hnutí JsmePRO!                                                           |
| 82    | strana  | Rozumní                                                  | Eugen Sigismund Freimann | vysokoškolský pedagog                                                             |

### Liberecký kraj
Novou koalici sestavili po volbách zástupci Starostů pro Liberecký kraj, Pirátů a ODS, kteří mají v zastupitelstvu dohromady 32 hlasů z 45. Hejtmanem se stal Martin Půta z SLK. Volební účast v kraji byla 40,41 %.

Krajské volby 2020, mandáty, Liberecký kraj

| Strana/Hnutí/Koalice          | Hlasy  | Hlasy | Mandátů | Změna mandátů |
| Strana/Hnutí/Koalice          | abs.   | %     | Mandátů | Změna mandátů |
| ----------------------------- | ------ | ----- | ------- | ------------- |
| Starostové pro Liberecký kraj | 53 546 | 38,57 | 22      | +4 ▲          |
| ANO 2011                      | 24 784 | 17,85 | 10      | +1 ▲          |
| Česká pirátská strana         | 13 695 | 9,86  | 5       | +5 ▲          |
| Občanská demokratická strana  | 11 932 | 8,59  | 5       | +1 ▲          |
| Svoboda a přímá demokracie    | 8 466  | 6,09  | 3       | +3 ▲          |
| Pro KRAJinu                   | 5 586  | 4,02  | –       | –             |
| ostatní                       |        | >4    | –       |               |

| SLK · SLK · SLK · SLK · SLK · SLK · SLK · SLK · SLK · SLK · SLK · SLK · SLK · SLK · SLK · SLK · SLK · SLK · SLK · SLK · SLK · SLK | ANO · ANO · ANO · ANO · ANO · ANO · ANO · ANO · ANO · ANO | Piráti · Piráti · Piráti · Piráti · Piráti | ODS · ODS · ODS · ODS · ODS | SPD · SPD · SPD |

| Číslo | Strana                                       | Kandidát na hejtmana | Poznámka                                                                     |
| ----- | -------------------------------------------- | -------------------- | ---------------------------------------------------------------------------- |
| 5     | DSZ - ZA PRÁVA ZVÍŘAT                        | Renata Sajdlová      | asistentka ředitele, ochránce zvířat                                         |
| 10    | SOS                                          | Jan Hraško           | advokát                                                                      |
| 16    | SPD                                          | Michal Švarc         | zastupitel města Jablonec nad Nisou                                          |
| 19    | Piráti                                       | Zbyněk Miklík        | poradce, školitel                                                            |
| 20    | SLK, USZ, SPOLEHNUTÍ                         | Martin Půta          | hejtman Libereckého kraje, zastupitel města Hrádek nad Nisou, předseda SLK   |
| 33    | ODS                                          | Dan Ramzer           | zastupitel Libereckého kraje, starosta města Frýdlant                        |
| 38    | DSSS                                         | Jindřich Nestler     | recepční v hotelu                                                            |
| 45    | ČSSD                                         | Josef Jadrný         | starosta obce Janův Důl                                                      |
| 50    | ANO                                          | Jitka Volfová        | 1. náměstkyně hejtmana Libereckého kraje, starostka města Česká Lípa         |
| 55    | Soukromníci, Svobodní                        | Otto Jarolímek       | VŠ pedagog a podnikatel v oboru fyzikálních aplikací                         |
| 59    | Společně pro Liberecký kraj: KDU-ČSL, TOP 09 | Jiří Klápště         | vedoucí správy CHKO Český ráj                                                |
| 63    | KSČM                                         | Stanislav Mackovík   | zastupitel Libereckého kraje                                                 |
| 70    | Trikolóra                                    | Tomáš Rakouš         | bývalý ředitel MP Jablonec nad Nisou a zaměstnanec Věznice Rýnovice          |
| 78    | Změna, NBPLK                                 | Jan Korytář          | zastupitel Libereckého kraje, zastupitel města Liberec, předseda hnutí Změna |
| 82    | Rozumní, ND                                  | Pavlína Dohnalová    | finanční poradkyně                                                           |
| 85    | Pro krajinu: Zelení, LES                     | Josef Šedlbauer      | zastupitel Libereckého kraje, zastupitel města Liberec                       |

### Královéhradecký kraj
Novou koalici sestavili po volbách zástupci koalice ODS, STAN a Východočechů, Pirátů, Koalicí pro Královéhradecký kraj a Spojenci pro Královéhradecký kraj, kteří mají v zastupitelstvu dohromady 27 hlasů z 45. Hejtmanem se stal Martin Červíček z ODS. Volební účast v kraji byla 41,01 %.

Krajské volby 2020, mandáty, Královéhradecký kraj

#### Výsledky
| Strana/Hnutí/Koalice                                 | Hlasy  | Hlasy | Mandátů | Změna mandátů |
| Strana/Hnutí/Koalice                                 | abs.   | %     | Mandátů | Změna mandátů |
| ---------------------------------------------------- | ------ | ----- | ------- | ------------- |
| Koalice ODS, STAN a VČ                               | 41 668 | 23,53 | 12      | +12 ▲         |
| ANO 2011                                             | 39 037 | 22,04 | 12      | -1 ▼          |
| Česká pirátská strana                                | 25 513 | 14,41 | 7       | +7 ▲          |
| SPOLU PRO KRAJ: ČSSD a Zelení                        | 15 726 | 8,88  | 4       | +4 ▲          |
| Koalice pro Královéhradecký kraj: KDU-ČSL, VPM a NK  | 14 738 | 8,32  | 4       | -1 ▼          |
| Spojenci pro Královéhradecký kraj: TOP 09, HDK a LES | 13 891 | 7,84  | 4       | +4 ▲          |
| Svoboda a přímá demokracie                           | 9 657  | 5,45  | 2       | +2 ▲          |
| Komunistická strana Čech a Moravy                    | 7 992  | 4,51  | –       | -4 ▼          |
| ostatní                                              |        | >4    | –       | –             |

| ODS, STAN a VČ · ODS, STAN a VČ · ODS, STAN a VČ · ODS, STAN a VČ · ODS, STAN a VČ · ODS, STAN a VČ · ODS, STAN a VČ · ODS, STAN a VČ · ODS, STAN a VČ · ODS, STAN a VČ · ODS, STAN a VČ · ODS, STAN a VČ | ANO · ANO · ANO · ANO · ANO · ANO · ANO · ANO · ANO · ANO · ANO · ANO | Piráti · Piráti · Piráti · Piráti · Piráti · Piráti · Piráti | ČSSD a Zelení · ČSSD a Zelení · ČSSD a Zelení · ČSSD a Zelení | KDU-ČSL, VPM a NK · KDU-ČSL, VPM a NK · KDU-ČSL, VPM a NK · KDU-ČSL, VPM a NK | TOP 09, HDK a LES · TOP 09, HDK a LES · TOP 09, HDK a LES · TOP 09, HDK a LES | SPD · SPD |

#### Kandidátní listiny
| Číslo | Strana                                              | Kandidát na hejtmana | Poznámka                                                                                               |
| ----- | --------------------------------------------------- | -------------------- | --- |
| 4     | Spolu pro kraj: ČSSD, Zelení                        | Jiří Štěpán          | hejtman Královéhradeckého kraje                                                                        |
| 5     | DSZ - ZA PRÁVA ZVÍŘAT                               | Dana Doškářová       | OSVČ, dobrovolník v útulku a dočaskář                                                                  |
| 16    | SPD                                                 | Zdeněk Podal         | poslanec PČR                                                                                           |
| 19    | Piráti                                              | Pavel Bulíček        | softwarový konzultant                                                                                  |
| 32    | Koalice pro Královéhradecký kraj: KDU-ČSL, VPM, NK  | Pavel Bělobrádek     | poslanec PČR, zastupitel Královéhradeckého kraje, zastupitel města Náchod                              |
| 47    | Spojenci pro Královéhradecký kraj: TOP 09, HDK, LES | Aleš Cabicar         | náměstek hejtmana Královéhradeckého kraje                                                              |
| 50    | ANO                                                 | Jaromír Dědeček      | manažer a podnikatel                                                                                   |
| 63    | KSČM                                                | Zdeněk Ondráček      | poslanec PČR, zastupitel Královéhradeckého kraje, zastupitel města Trutnov                             |
| 67    | Volte Pravý Blok www.cibulka.net                    | Antonín Grund        | živnostník                                                                                             |
| 70    | Trikolóra, Svobodní, Soukromníci                    | Jiří Matoušek        | podnikatel v autodopravě                                                                               |
| 73    | ODS, STAN, VČ                                       | Martin Červíček      | předseda senátorského klubu ODS, 1. náměstek hejtmana Královéhradeckého kraje, zastupitel obce Vysokov |
| 82    | Rozumní, ND                                         | Václav Makalouš      | administrativní pracovník v rodinné firmě                                                              |

### Pardubický kraj
Novou koalici sestavili po volbách zástupci koalice 3PK-Pro prosperující Pardubický kraj, koalice ODS a TOP 09, Koalice pro Pardubický kraj a STAN, kteří mají v zastupitelstvu dohromady 27 hlasů z 45. Hejtmanem se stal Martin Netolický z ČSSD. Volební účast v kraji byla 40,87 %.

Krajské volby 2020, mandáty, Pardubický kraj

| Číslo | Strana                                        | Kandidát na hejtmana  | Poznámka |
| ----- | --------------------------------------------- | --------------------- | --- |
| 5     | DSZ - ZA PRÁVA ZVÍŘAT                         | Jana Johanidesová     | prodavačka, ochr.zvířat, členka Tlapky bez domova                                                                   |
| 7     | STAN                                          | Michaela Matoušková   | starostka obce Řečany nad Labem                                                                                     |
| 8     | Trikolóra, Soukromníci                        | Petr Bajer            | předseda Strany soukromníků ČR, bývalý místostarosta Holic, nyní zastupitel a předseda finančního výboru v Holicích |
| 11    | ODS, TOP 09                                   | Michal Kortyš         | senátor, náměstek hejtmana Pardubického kraje, radní města Litomyšl                                                 |
| 13    | Zelení                                        | Robert Hrdina         | odborník na bezpečnost železniční dopravy, člen výboru spolku Zastavme elektrárnu Chvaletic                         |
| 15    | VČ                                            | František Brendl      | ředitel společnosti, zastupitel města Pardubice                                                                     |
| 16    | SPD                                           | Tomáš Fadrný          | major kriminální policie ve výslužbě, jednatel společnosti                                                          |
| 17    | KDU-ČSL, SNK ED, NK                           | Roman Línek           | 1. náměstek hejtmana Pardubického kraje                                                                             |
| 19    | Piráti                                        | Daniel Lebduška       | zastupitel města Chrudim                                                                                            |
| 22    | Moravané                                      | Michal Měcháček       | dělník |
| 30    | Pro prosperující Pardubický kraj: ČSSD, SproK | Martin Netolický      | hejtman Pardubického kraje, zastupitel města Česká Třebová                                                          |
| 34    | PRO Zdraví                                    | Vítězslav Novohradský | lékař |
| 36    | DSSS, Čistý kraj                              | Marek Nechala         | obchodní zástupce                                                                                                   |
| 50    | ANO                                           | Martin Kolovratník    | poslanec PČR, zastupitel města Pardubice, zastupitel městského obvodu Pardubice III                                 |
| 63    | KSČM                                          | Jan Foldyna           | zastupitel Pardubického kraje, místostarosta města Dašice                                                           |
| 67    | Volte Pravý Blok www.cibulka.net              | Lubomír Tichý         | lesní inženýr v důchodu a angažovaný občan                                                                          |
| 82    | Rozumní, ND                                   | Radek Rozsypal        | obsluha lisu na plasty                                                                                              |
| 83    | MPK                                           | Milan Sýs             | radní města Luže |

### Kraj Vysočina

Krajské volby 2020, mandáty, Kraj Vysočina

V roce 2020 do Kraje Vysočina kandidovalo 16 subjektů, mimo jiné kandidovali šéf agentury Dobrý den Luboš Rafaj, předseda senátu Miloš Vystrčil, starostové Ladislav Med, Jan Tecl, Karolína Koubová, Pavel Pacal, Martin Mrkos, Roman Fabeš, Lukáš Vlček, hejtman a poslanec Jiří Běhounek, poslanci Michal Šmarda, Radek Zlesák, Josef Kott, Monika Oborná, Jan Pošvář, Vít Kaňkovský, aktivistka a předsedkyně Strany Zelených Anna Gümplová a jihlavský aktivista Zdeněk Kučírek. Z důvodu epidemie nemoci covid-19 a nařízení karantény pro některé občany bylo umožněno volit lidem v karanténě ve středu 30. září 2020 z automobilu v tzv. drive-in hlasování, v kraji Vysočina se takto hlasovalo v každém okresním městě.
V Kraji Vysočina došlo ke kuriózní situaci, kdy se do krajského zastupitelstva nedostala koalice Pro TOP Vysočinu o jediný hlas, v říjnu bylo oznámeno, že podá stížnost ke krajskému soudu a bude žádat přepočet hlasů. Krajský soud v Brně tuto stížnost zamítl.
Volby vyhrálo ANO, získalo 18,48 %, druhá byla strana Piráti s 13,2 % a třetí byla koalice ODS a Starostové pro občany s 13,19 %. Do zastupitelstva se dostaly ještě strany KDU-ČSL, Starostové pro Vysočinu, ČSSD a KSČM. Dle politologa Daniela Hanzla je možné, že vítězné hnutí ANO nebude v kraji vládnout a nastane situace, že se spojí strany ODS, KDU-ČSL, Piráti a STAN. Kandidát na hejtmana z ANO Martin Kukla sdělil, že vyřazení vítězného ANO je podraz na voliče, s tímto názorem se Hanzl neztotožnil. Dne 5. října pokračovaly povolební vyjednávání, kdy Kukla prohlásil, že by mělo být nabídnuto vedení kraje ANO. Vítězslav Schrek z ODS však sdělil, že se vyjednává rada kraje bez ANO. Dne 5. října se vyjádřil politolog Petr Šmergl tak, že je možné, že by stávající hejtman Jiří Běhounek mohl pokračovat v pozici hejtmana, získal totiž velké množství preferenčních hlasů. Dne 6. října ANO nabídlo post hejtmana jinému subjektu, dle vyjádření lídra Martina Kukly nechtějí blokovat vytvoření krajské rady. Bylo také zmíněno, že se připravuje koalice ODS, KDU-ČSL, Pirátů a STAN. Strana ODS uvedla, že si nepřeje jako hejtmana lídra ANO Martina Kuklu. Stejně tak se vyjádřila i lídryně Pirátů Hana Hajnová. Vedení ČSSD dalo krajskému vedení strany mandát k jednání s ANO i jinými stranami, dle vyjádření České televize je ANO ochotno ponechat mandát hejtmana Jiřímu Běhounkovi z ČSSD. Bylo zmíněno, že pokud by stížnost TOP 09 uspěla a do krajského zastupitelstva se dostali i zástupci koalice Pro TOP Vysočinu, tak by KSČM a STAN přišli každý o jeden mandát. Koalice Pro TOP Vysočinu 5. října rozhodla, že podá stížnost k soudu. Pokud by soud uznal stížnost za oprávněnou, tak dojde k přepočtu hlasů. Dne 16. října koalice Pro TOP Vysočinu podala žalobu ke Krajskému soudu se sídlem v Brně. Z důvodu podané žaloby došlo k posunu ustavujícího zastupitelstva, to se mělo konat dne 20. října, ale bylo odsunuto. Žaloba však byla zamítnuta a složení zastupitelstva se tak nezměnilo.
Dne 7. října 2020 se dohodly strany ODS a Starostové pro občany, Piráti, KDU-ČSL, ČSSD a Starostové pro Vysočinu. Hejtmanem by měl být zvolen lídr ODS a Starostů pro občany Vítězslav Schrek, KDU-ČSL získá pozice náměstka a radního, Piráti získají pozice prvního náměstka a radního, Starostové pro Vysočinu získají také pozice náměstka a radního, ČSSD získá pozice druhého náměstka a radního. Nynější hejtman Jiří Běhounek by měl zůstat krajským zastupitelem, neměl by být náměstkem hejtmana. Lídr hnutí ANO Martin Kukla prohlásil, že vítězné místo ANO bylo ukradeno ostatními stranami. Také prohlásil, že stranám budoucí koalice nezáleží na Kraji Vysočina a že jdou po kumulaci placených funkcí a navýšení odměn. Dle iDnes.cz dojde k navýšení počtu uvolněných funkci o jednoho uvolněného zastupitele (pro ČSSD), mezi uvolněnými zastupiteli by mohli být hejtman Vítězslav Schrek (ODS), 1. náměstkyní by mohla být Hana Hajnová (Piráti), 2. náměstkem by měl být Vladimír Novotný (ČSSD), náměstky by měli být Lukáš Vlček (STAN) a zatím neznámý kandidát za KDU-ČSL, radními by mohli být Karel Janoušek (ODS), Jan Břížďala (Piráti), Pavel Pacal (Pro Třebíč) nebo i další. Lukáš Vlček by se při případném angažmá v radě kraje měl vzdát pozice starosty Pacova. Dne 21. října 2020 bylo oznámeno že v radě kraje Vysočina budou Vítězslav Schrek, Hana Hajnová, Vladimír Novotný, Miroslav Houška (za KDU-ČSL), Lukáš Vlček, Jan Břížďala, Karel Janoušek, Jan Tourek (za KDU-ČSL) a Roman Fabeš (Starostové pro Vysočinu). Koaliční smlouva byla podepsána v tzv. Modrém domě v Jihlavě dne 26. října 2020. Ustavující jednání zastupitelstva se konalo 18. listopadu, kdy tak byl jmenován hejtmanem Vítězslav Schrek.
| Číslo | Strana                                        | Kandidát na hejtmana | Poznámka                                                                                     |
| ----- | --------------------------------------------- | -------------------- | -------------------------------------------------------------------------------------------- |
| 5     | DSZ - ZA PRÁVA ZVÍŘAT                         | Hana Šroufková       | dělnice, ochránce zvířat                                                                     |
| 12    | KDU-ČSL                                       | Vít Kaňkovský        | poslanec PČR, zastupitel Kraje Vysočina, zastupitel města Třešť                              |
| 13    | Zelení                                        | Silvie Čermáková     | radní města Jihlava                                                                          |
| 16    | SPD                                           | Karel Fink           | jednatel společnosti                                                                         |
| 19    | Piráti                                        | Hana Hajnová         | zastupitelka města Telč                                                                      |
| 25    | Pro TOP Vysočinu: TOP 09, KAN, Monarchiste.cz | Zdeněk Dvořák        | starosta městyse Dolní Cerekev                                                               |
| 27    | Starostové pro Vysočinu: STAN, SNK ED, ProTR  | Lukáš Vlček          | zastupitel Kraje Vysočina, starosta města Pacov                                              |
| 31    | Trikolóra, Soukromníci                        | Jan Tesař            | místopředseda hnutí Trikolóra, podnikatel                                                    |
| 38    | DSSS                                          | Petr Štyndl          | zastupitel obce Vír                                                                          |
| 45    | ČSSD                                          | Jiří Běhounek        | poslanec PČR, předseda Asociace krajů ČR, hejtman Kraje Vysočina, zastupitel města Pelhřimov |
| 46    | ODS, STO, Svobodní                            | Vítězslav Schrek     | zastupitel města Jihlava                                                                     |
| 50    | ANO                                           | Martin Kukla         | náměstek hejtmana Kraje Vysočina                                                             |
| 63    | KSČM                                          | Pavel Hodáč          | zastupitel města Pelhřimov                                                                   |
| 67    | Volte Pravý Blok www.cibulka.net              | Milan Kočík          | léčitel, angažovaný občan v důchodu                                                          |
| 82    | Rozumní, ND                                   | Josef Pelikán        | stavební projektant                                                                          |
| 84    | MZH                                           | Petr Chňoupek        | zastupitel a bývalý místostarosta obce Mastník, šéfredaktor Horáckých novin                  |

### Jihomoravský kraj
Novou koalici sestavili po volbách zástupci KDU-ČSL, Pirátů, ODS a Svobodných a Starostů pro jižní Moravu, kteří mají v zastupitelstvu dohromady 37 hlasů z 65. Hejtmanem se stal Jan Grolich z KDU-ČSL. Volební účast v kraji byla 38,82 %.

Krajské volby 2020, mandáty, Jihomoravský kraj

| Číslo | Strana                                                | Kandidát na hejtmana | Poznámka                                                                                     |
| ----- | ----------------------------------------------------- | -------------------- | -------------------------------------------------------------------------------------------- |
| 5     | DSZ - ZA PRÁVA ZVÍŘAT                                 | Martina Nováková     | oblastní zástupce SOS for PETS-ZPNP z.s.                                                     |
| 12    | KDU-ČSL                                               | Jan Grolich          | zastupitel Jihomoravského kraje, starosta obce Velatice                                      |
| 16    | SPD                                                   | Jan Hrnčíř           | poslanec PČR, zastupitel Jihomoravského kraje, zastupitel města Blansko                      |
| 19    | Piráti                                                | Lukáš Dubec          | člen Investiční komise Rady Jihomoravského kraje a člen Finančního výboru obce Vranovská Ves |
| 22    | Moravané                                              | Jiří Pernes          | historik                                                                                     |
| 34    | PRO Zdraví                                            | Petr Svoboda         | lékař                                                                                        |
| 44    | Spolu pro Moravu: TOP 09, Zelení, LES, MZH, Idealisté | Jan Vitula           | náměstek hejtmana Jihomoravského kraje, starosta města Židlochovice                          |
| 45    | ČSSD                                                  | Marek Šlapal         | náměstek hejtmana Jihomoravského kraje, zastupitel městské části Brno-Žabovřesky             |
| 50    | ANO                                                   | Bohumil Šimek        | hejtman Jihomoravského kraje                                                                 |
| 51    | STAN, SOL                                             | František Lukl       | předseda Svazu měst a obcí ČR, starosta města Kyjov                                          |
| 56    | Levice                                                | Andrej Bóna          | student a překladatel                                                                        |
| 60    | DSSS, Čistý kraj                                      | Josef Křivánek       | zámečník a svářeč                                                                            |
| 63    | KSČM                                                  | Stanislav Navrkal    | zastupitel Jihomoravského kraje, zastupitel města Blansko                                    |
| 70    | Trikolóra                                             | Pavel Nezval         | ředitel ZŠ TGM Blansko                                                                       |
| 76    | ODS, Svobodní, SOM                                    | Jiří Nantl           | ředitel CEITEC                                                                               |
| 82    | Rozumní, ND                                           | Jan Šalamoun         | agronom                                                                                      |

### Olomoucký kraj
Novou koalici sestavili po volbách zástupci Pirátů+STAN, Spojenců-Koalice pro Olomoucký kraj a ODS, kteří mají v zastupitelstvu dohromady 32 hlasů z 55. Hejtmanem se stal Josef Suchánek ze STAN. Volební účast v kraji byla 37,29 %.

Krajské volby 2020, mandáty, Olomoucký kraj

| Číslo | Strana                                                                     | Kandidát na hejtmana | Poznámka                                                                         |
| ----- | -------------------------------------------------------------------------- | -------------------- | -------------------------------------------------------------------------------- |
| 5     | DSZ - ZA PRÁVA ZVÍŘAT                                                      | Larisa Zankerová     | vedoucí a kynolog psího domova Pod křídly anděla                                 |
| 16    | SPD                                                                        | Radim Fiala          | předseda poslaneckého klubu SPD, zastupitel Olomouckého kraje, místopředseda SPD |
| 21    | STAN, Piráti                                                               | Josef Suchánek       | zastupitel města Olomouc                                                         |
| 22    | Moravané                                                                   | Dušan Tejkal         | místostarosta obce Bouzov, bývalý velitel městské policie v Jevíčku              |
| 33    | ODS                                                                        | Dalibor Horák        | 3. náměstek hejtmana Olomouckého kraje, radní města Uničov                       |
| 38    | DSSS                                                                       | Lumír Daneček        | operátor výroby                                                                  |
| 40    | SPR-RSČMS                                                                  | Pavel Mužný          | předseda SPR-RSČMS, informatik                                                   |
| 50    | ANO                                                                        | Ladislav Okleštěk    | poslanec PČR, hejtman Olomouckého kraje                                          |
| 52    | ČSSD, POK                                                                  | Jiří Zemánek         | 1. náměstek hejtmana Olomouckého kraje, zastupitel města Šternberk               |
| 63    | KSČM                                                                       | Ludvík Šulda         | zastupitel Olomouckého kraje                                                     |
| 64    | Spojenci – Koalice pro Olomoucký kraj: KDU-ČSL, TOP 09, Zelení, ProOlomouc | Marian Jurečka       | poslanec PČR, zastupitel Olomouckého kraje, předseda KDU-ČSL                     |
| 66    | Soukromníci, ODA                                                           | Bohuslav Coufal      | ředitel a majitel firmy ONYX engineering                                         |
| 68    | Monarchiste.cz, MZH                                                        | Miloš Holzer         | zoolog a ekolog                                                                  |
| 70    | Trikolóra                                                                  | Zuzana Majerová      | poslankyně PČR, 1. místopředsedkyně hnutí Trikolóra                              |
| 82    | Rozumní, ND                                                                | Marián Sedláček      | sklář                                                                            |

### Zlínský kraj
Novou koalici sestavili po volbách zástupci ANO, Pirátů, ODS a ČSSD, kteří mají v zastupitelstvu dohromady 24 hlasů z 45. Hejtmanem se stal Radim Holiš z ANO. Volební účast v kraji byla 41,19 %.

Krajské volby 2020, mandáty, Zlínský kraj

| Číslo | Strana                           | Kandidát na hejtmana | Poznámka                                                                              |
| ----- | -------------------------------- | -------------------- | ------------------------------------------------------------------------------------- |
| 5     | DSZ - ZA PRÁVA ZVÍŘAT            | Lenka Lhotská        | učitelka odborného výcviku, dobrovolník v útulku                                      |
| 6     | Trikolóra, Soukromníci, NEZ      | Jaromír Bernátek     | předseda OLK ve Zlíně a primář oddělení nukleární medicíny v Nemocnici Kyjov          |
| 7     | STAN, TOP 09, ZHN, Nový Impuls   | Petr Gazdík          | poslanec PČR, radní Zlínského kraje, místostarosta obce Suchá Loz, místopředseda STAN |
| 12    | KDU-ČSL                          | Jiří Čunek           | senátor, hejtman Zlínského kraje                                                      |
| 16    | SPD                              | Vladimír Zlínský     | zastupitel města Zlín                                                                 |
| 19    | Piráti                           | Hana Ančincová       | členka kontrolního výboru města Kroměříže                                             |
| 22    | Moravané                         | Petr Bystřický       | technik kvality                                                                       |
| 33    | ODS                              | Lubomír Traub        | bankovní manažer                                                                      |
| 40    | SPR-RSČMS                        | Josef Bazel          | důchodce                                                                              |
| 45    | ČSSD, Zelení                     | Olga Sehnalová       | zastupitelka města Kroměříž                                                           |
| 50    | ANO                              | Radim Holiš          | starosta města Rožnov pod Radhoštěm                                                   |
| 63    | KSČM                             | Ivan Mařák           | zastupitel Zlínského kraje, zastupitel města Uherské Hradiště                         |
| 67    | Volte Pravý Blok www.cibulka.net | Milan Jirůšek        | dělník                                                                                |
| 82    | Rozumní, ND                      | Zdeněk Cekota        | OSVČ, soudní znalec                                                                   |

### Moravskoslezský kraj
Novou koalici sestavili po volbách zástupci ANO, ODS a TOP 09, KDU-ČSL a ČSSD, kteří mají v zastupitelstvu dohromady 46 hlasů z 65. Hejtmanem se stal Ivo Vondrák z ANO (nicméně od února 2023 je nestraníkem). Volební účast v kraji byla 32,71 %.

Krajské volby 2020, mandáty, Moravskoslezský kraj

| Číslo | Strana                                                           | Kandidát na hejtmana | Poznámka |
| ----- | ---------------------------------------------------------------- | -------------------- | --- |
| 5     | DSZ - ZA PRÁVA ZVÍŘAT                                            | Barbora Tocauerová   | tlumočnice a lektorka cizích jazyků, předsedkyně MS spolku ochránců zvířat                                         |
| 12    | KDU-ČSL                                                          | Lukáš Curylo         | 1. náměstek hejtmana Moravskoslezského kraje, ředitel Charity ČR                                                   |
| 14    | MS Piráti                                                        | Karel Světnička      | právník a nezávislý publicista                                                                                     |
| 16    | SPD                                                              | Pavel Staněk         | místostarosta města Rychvald, vedoucí autoopravny                                                                  |
| 19    | Piráti                                                           | Zuzana Klusová       | zastupitelka města Karviná, asistentka ředitele výrobní společnosti, vystudovaná žurnalistka a sociální pracovnice |
| 22    | Moravané                                                         | Michal Kedroutek     | učitel |
| 28    | VOK                                                              | Josef Krysta         | generální ředitel středních škol BPA, vicemistr světa v řecko-římském zápasu                                       |
| 29    | ODS, TOP 09                                                      | Jakub Unucka         | náměstek hejtmana Moravskoslezského kraje, zastupitel města Klimkovice                                             |
| 37    | Jednotní                                                         | Tomáš Raždík         | stavební inženýr                                                                                                   |
| 38    | DSSS                                                             | Jan Tomeš            | podnikatel |
| 45    | ČSSD                                                             | Petr Kajnar          | bývalý primátor města Ostravy                                                                                      |
| 50    | ANO                                                              | Ivo Vondrák          | poslanec PČR, hejtman Moravskoslezského kraje                                                                      |
| 54    | STAN, Zelení, NEZ                                                | Jan Lipner           | starosta obce Horní Suchá                                                                                          |
| 57    | Pro krásný kraj – Hlas nezávislých osobností!: ODA, Hlas, SNK ED | Miloslav Cváček      | jednatel a majitel ISMM Group                                                                                      |
| 63    | KSČM                                                             | Josef Babka          | zastupitel Moravskoslezského kraje, zastupitel města Ostrava                                                       |
| 67    | Volte Pravý Blok www.cibulka.net                                 | Jiří Budník          | angažovaný občan v důchodu                                                                                         |
| 70    | Trikolóra                                                        | Petr Viktorýn        | konzultant, analytik                                                                                               |
| 79    | ANK 2020                                                         | Miroslav Koliba      | lékař, diabetolog                                                                                                  |
| 81    | Starostové                                                       | Vladimír Tancík      | starosta obce Otice                                                                                                |
| 82    | Rozumní, ND                                                      | Karin Szczyrbová     | ekonomka, překladatelka                                                                                            |